# Словник синто
Це словник термінів синто

## А
- Аку (Синто) (悪) — Зло.[1]
- Аматерасу — синтоїстська богиня сонця, пращурка Імператорського роду Японії..[1]
- Ан* — Невеликий столик для релігійних обрядів.
- Андзен (安全) — Безпека.[1]
- Арамітама — зла сутність духів та богів.[2]

## Б
- Бекку або Бецуґу (別宮) — допоміжні святині.[1]
- Бендзайтен — бог, запозичений з буддизму.[1]
- Бетто — буддійський ритуал у синтоїстських храмах.
- Бісямонтен — Божества буддистського походження.
- Бон Мацурі — японське свято поминання духів пращурів і померлих, що святкується 15 числа 7 місяця за старим японським календарем.[1]
- Босацу (菩薩) — Бодгісаттва. японська назва буддійського богу.[1]
- Бунрей (分霊) — процес поділу Камі.
- Бунся (分社) — Найбільші синтоїстські святилища.[1]
- Буцудан — Буддійський вівтар у будинках.[1]

## Д
- Дайдзьосай (大嘗祭) — Церемонія початку правління імператора.[1]
- Дайкокутен — божество — що сполучає риси буддійського богу Махакала та синтоїстського Окунінусі.[1]
- Досодзін — божества (Камі), що охороняють дороги, межі та інші місця переходу.[1]

## Ґ
- Ґохей — дерев'яні жезли для синтоїстських ритуалів.
- Ґонґен — бог, запозичений з буддизму.
- Ґорьо (御霊) — душа вбитої людини.[1]
- Ґодзу-тенно (牛頭天王) — буддійське ім'я Камі Сусаноо.[1]
- -ґу (宮) — суфікс який додають до імен святих імператорів.

## Д
- Дзітінсай (地鎮祭) — церемонія замирення духів на місці майбутнього будівництва.[1]
- Дзінґі (神祇) — Камі
- Дзінґікан — найвищий орган уряду японської держави. Виконував функції ради у справах традиційної релігії синто. Належав до найважливіших відомств типу кан (官), разом із Дайдзьокан. Був заснований у 8 столітті кодексом Тайхо-рьо. У 19 столітті, у період Мейдзі, був встановлений заново. Сьогодні не існує..[1]
- Дзінґу (神宮) — храм імператорської сім'ї.
- Дзінґу-дзі — святилище.[1]
- Дзіндзя (神社) — узагальнена назва святилищ].
- Дзіндзя Фуккю (神社復旧) — відновлення святилищ в період Мейдзі.[1]
- Дзіндзя Фукусі (神社福祉) — неофіційне (і незаконне) відновлення святилищ.[1]
- Дзіндзя Ґаппей (神社合併) — період, коли половина всіх святилищ була об'єднана або знищена.[1]
- Дзіндзя Хонсьо — Асоціації синтоїстських храмів.[1]
- Дзіндзя Кайкан (神社会館) — подобу готелю зі святилищем для весіль
- Дзіндзя СинтоJinja Shintō (神社神道) — спочатку — практика державного синто.[1]
- Дзінся — головне святилище.
- Дзьое (浄衣) — одяг синтоїстів під час релігійних церемоній.
- Дзюнпай (巡拝) — звичай відвідування певної кількості святилищ.

## Е
- Ебісу — японське божество рибної ловлі, удачі, робочих, так як і захисник здоров'я малих дітей..
- Ема — невеликі вотивні дощечки з дерева світлих порід, на яких синтоїсти записують свої прохання або молитви.

## галерея: А— Е

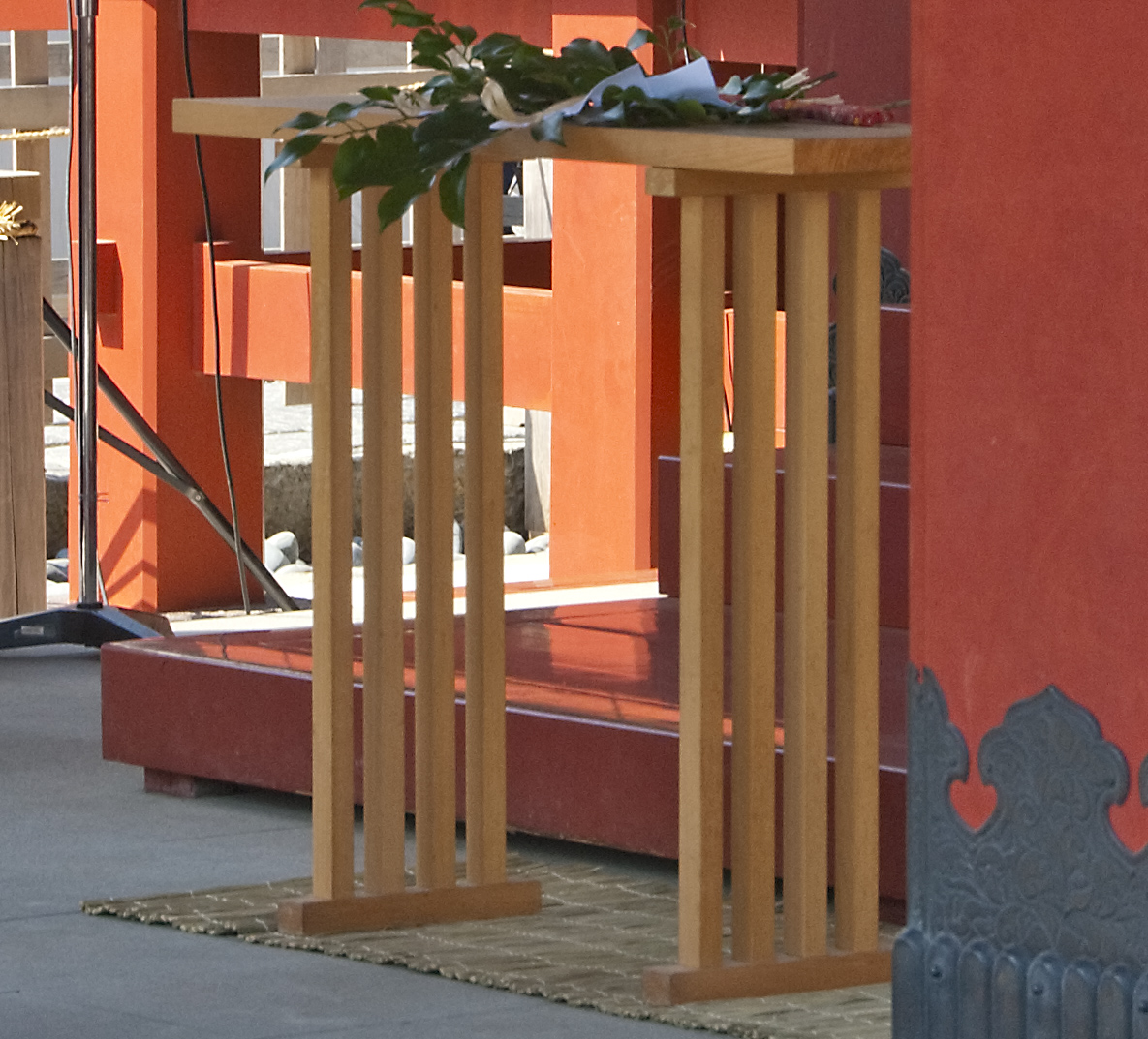
Ан
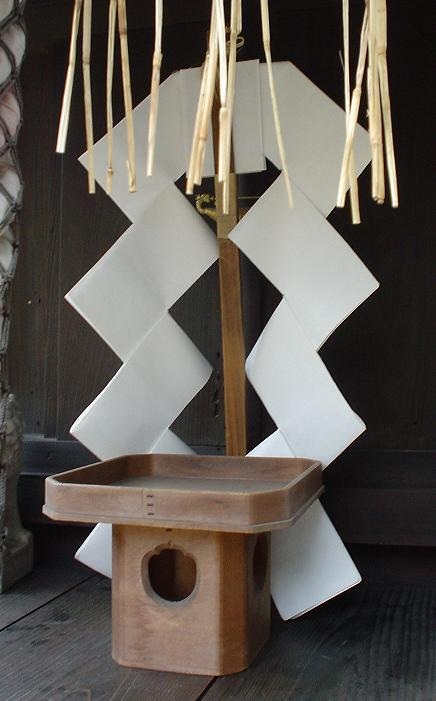
Ґохей
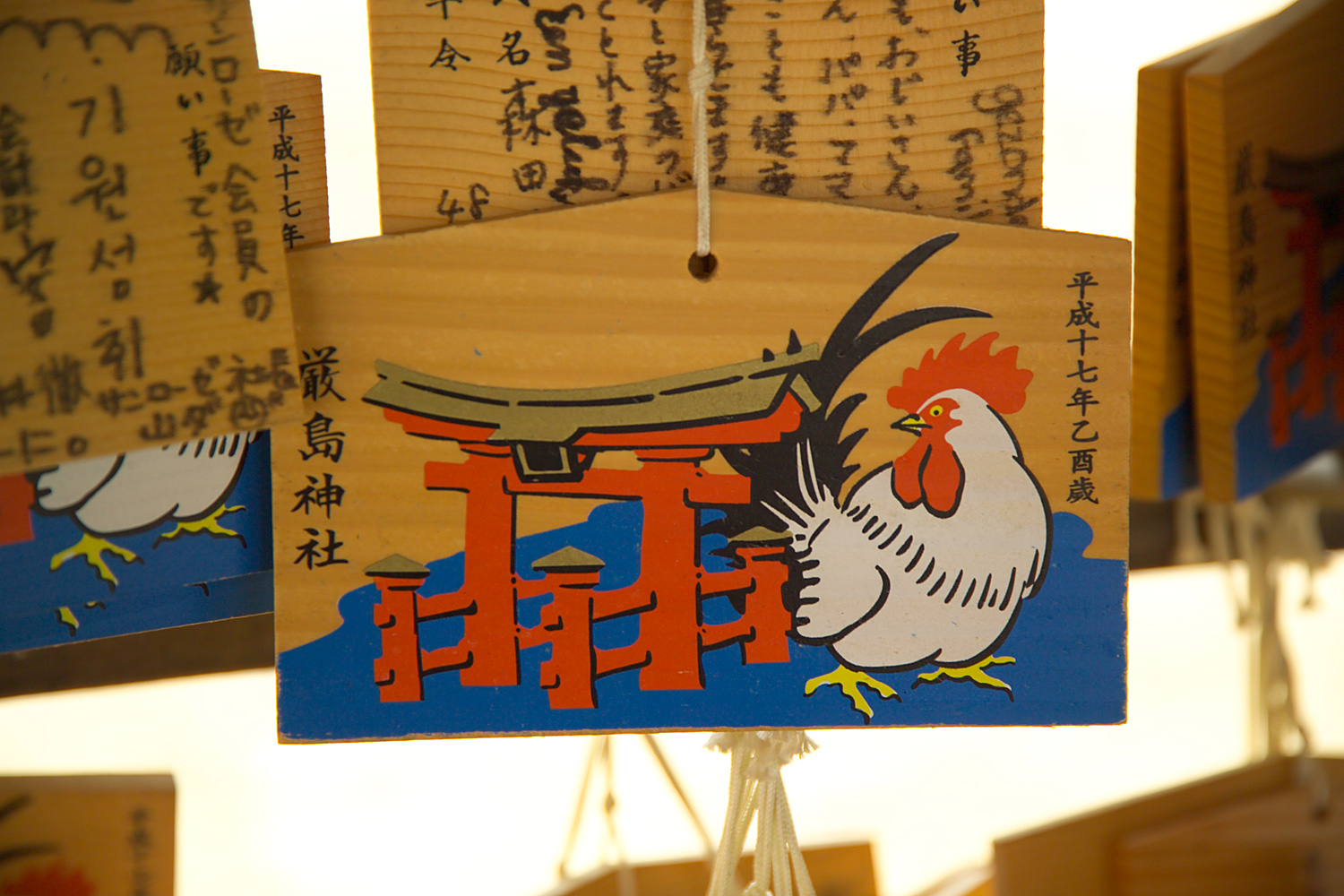
Ема
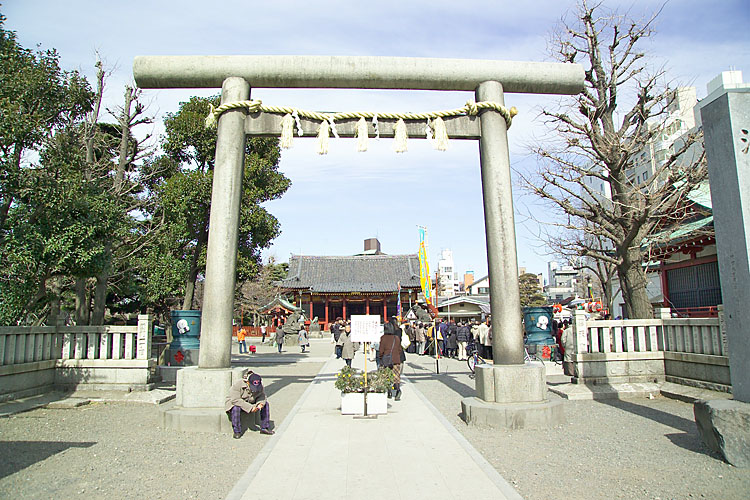
Дзіндзя
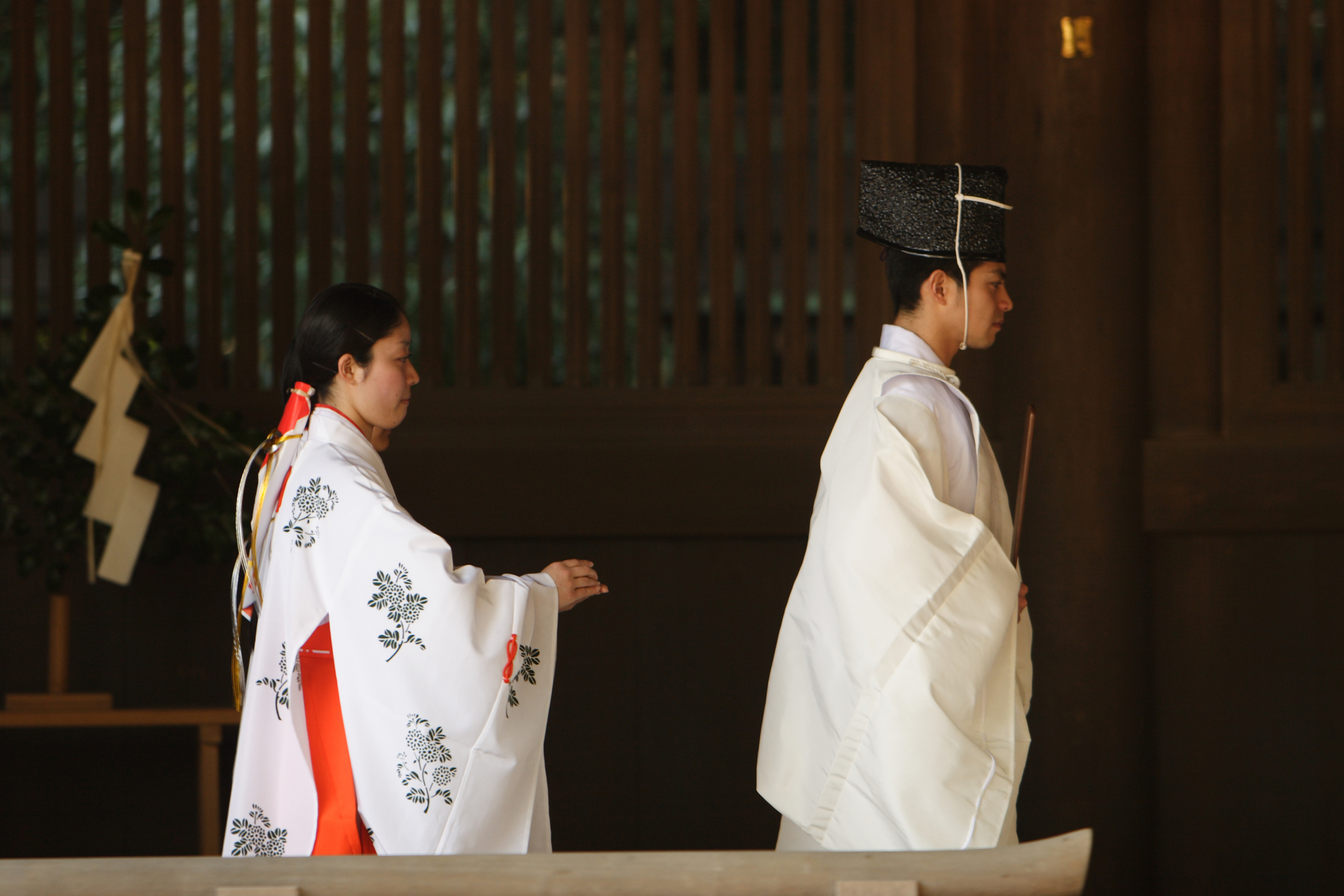
Дзьое

## І
- Імі (忌み) — те, чого слід уникати.[1]
- Інарі Оокамі (稲荷大神) — японський камі родючості, рису, сільського господарства, лисиць, промисловості та світового успіху, один з основних камі сінто.
- Імікотоба (忌み言葉) — Слова, які не слід вимовляти.[1]
- Ірейсай (慰霊祭) — фестиваль поминання духів загиблих солдатів.[1]
- Ісе дзінґу — s синтоїстське святилище у місті Ісе префектури Міє, в Японії..
- Ітако/ітіко (神巫・巫子・市子) — сліпа жінка-шаман, яка спілкується з мертвими.[1]
- Івакура (磐座)* — священна скеля, де моляться до богів.
- Івасака (岩境) — кам'яний вівтар, зведений в давнину для виклику богів. See the article yorishiro.
- Ідзанаґі та Ідзанамі — брат і сестра, які відповідно до Кодзікі народили Японію.[1]

## Й
- Йорісіро (依り代)- об'єкт, що притягає Камі.
- Йорімасі (憑坐) — людина — подібна йорісіро. Зазвичай жінка або дитина.

## К
- Кадомацу (門松) новорічна прикраса в Японії, що виготовляється з дерева, переважно сосни і бамбука.
- Каґураден (神楽殿) — Тип синтоїстських святилищ.
- Каеру (かえる) — маленька жаба. Слово жаба співзвучно повернення додому. Через це в Японії виготовляють амулети у вигляді жаб[1]
- Каґура (神楽) — японська традиція народних сценічних мистецтв.
- Какуійо (隠り世) — дослівно прихований світ, світ Камі, духів або мертвих[1]
- Камадоґамі (竃神) — Камі які живуть в печах людей.
- Камі (神) — божественна сутність (істота чи предмет) у японській традиційній релігії сінто..[3]
- Каміарідзукі (神有月) — дослівно місяць богів; Припадає на жовтень.[1]
- Камідана (神棚) — домашнє синтоїстське святилище.
- Камімукае (神迎え) — перша частина фестивалю мацурі.[1]
- Кандзьо — процес переходу Камі до нового храму.
- Каннаґара но Міті (惟神の道) — альтернативна назва синто. Використовувалася до другої світової[1].
- Каннусі (神主) — синтоїстський священик (жрець).
- Касуґа(春日) — головний Камі клану Фудзівара.[1]
- Касуґа-дзукурі (春日造) — архітектурний стиль святилищ.
- Кацуоґі (鰹木, 勝男木, 葛緒木) — короткі декоративні балки на даху святилища.
- Кеґаре (穢れ) — забруднення й опоганення у синто.
- Кібіцу-дзукурі (吉備津造) — архітектурний стиль синто.[1]
- Кіцуне (狐) — священна тварина в японській міфології, синтоїстське божество, персонаж японського фольклору, різновид демона-перевертня..
- Ко (講) — місце поклоніння певним Камі.
- Кодо (皇道) — дослівно імператорський шлях рух японських націоналістів.[1]
- Коґаккан (皇学館大学) — університет синто.
- Кокка синто (国家神道) — калька з англійської State Shinto (державне синто)
- Кокуґакуїн — університет синто.
- Комаїну (狛犬) — статуї левів-собак.
- Котодама або Кототама (言霊) — надприродне.
- Куні но токотаті но камі — синтоїстське божество чоловічої статі.[1]
- Кьоха синто (教派神道) — синтоїстська секта.[1]

## галерея: І— К

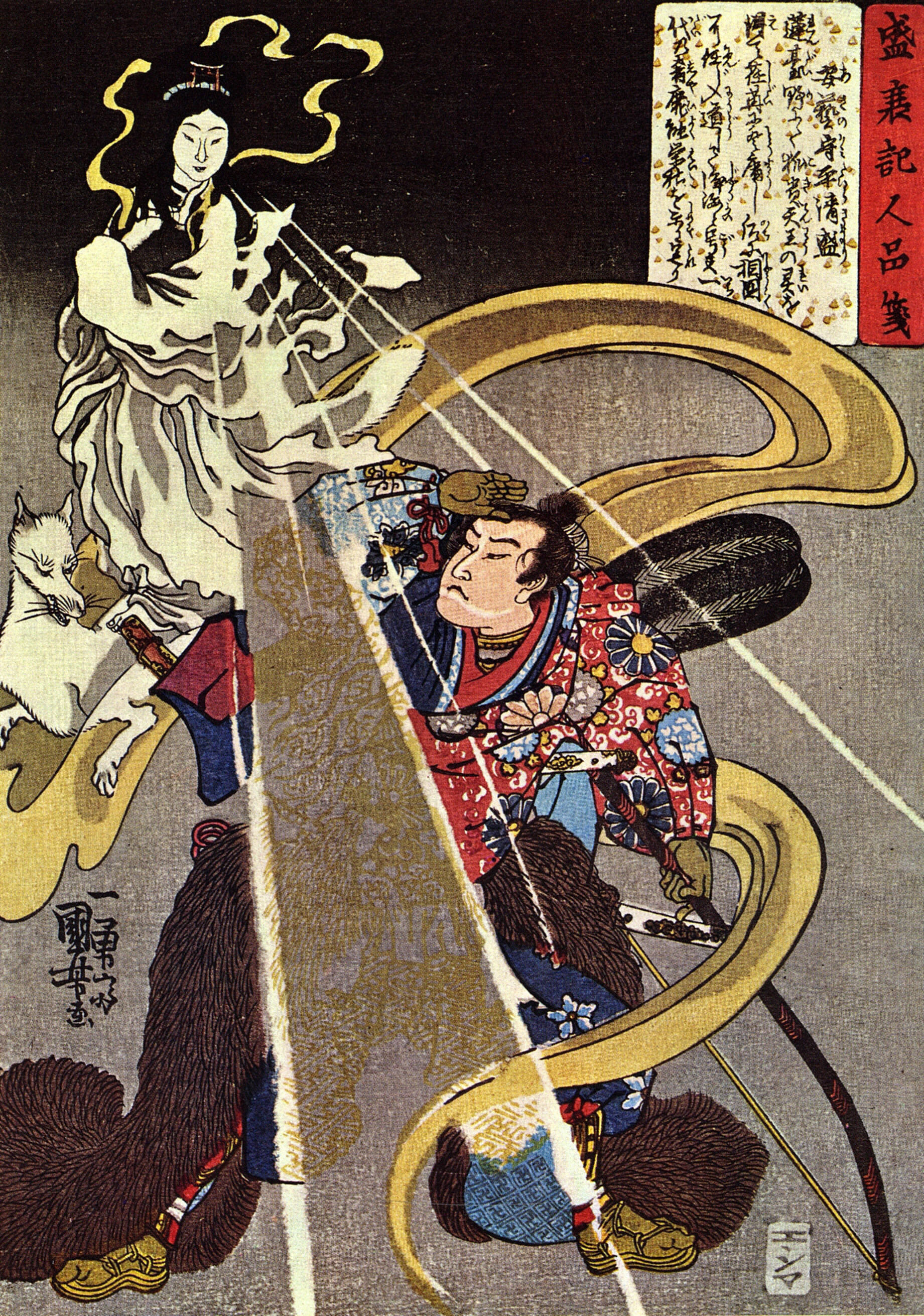
Інарі Оокамі
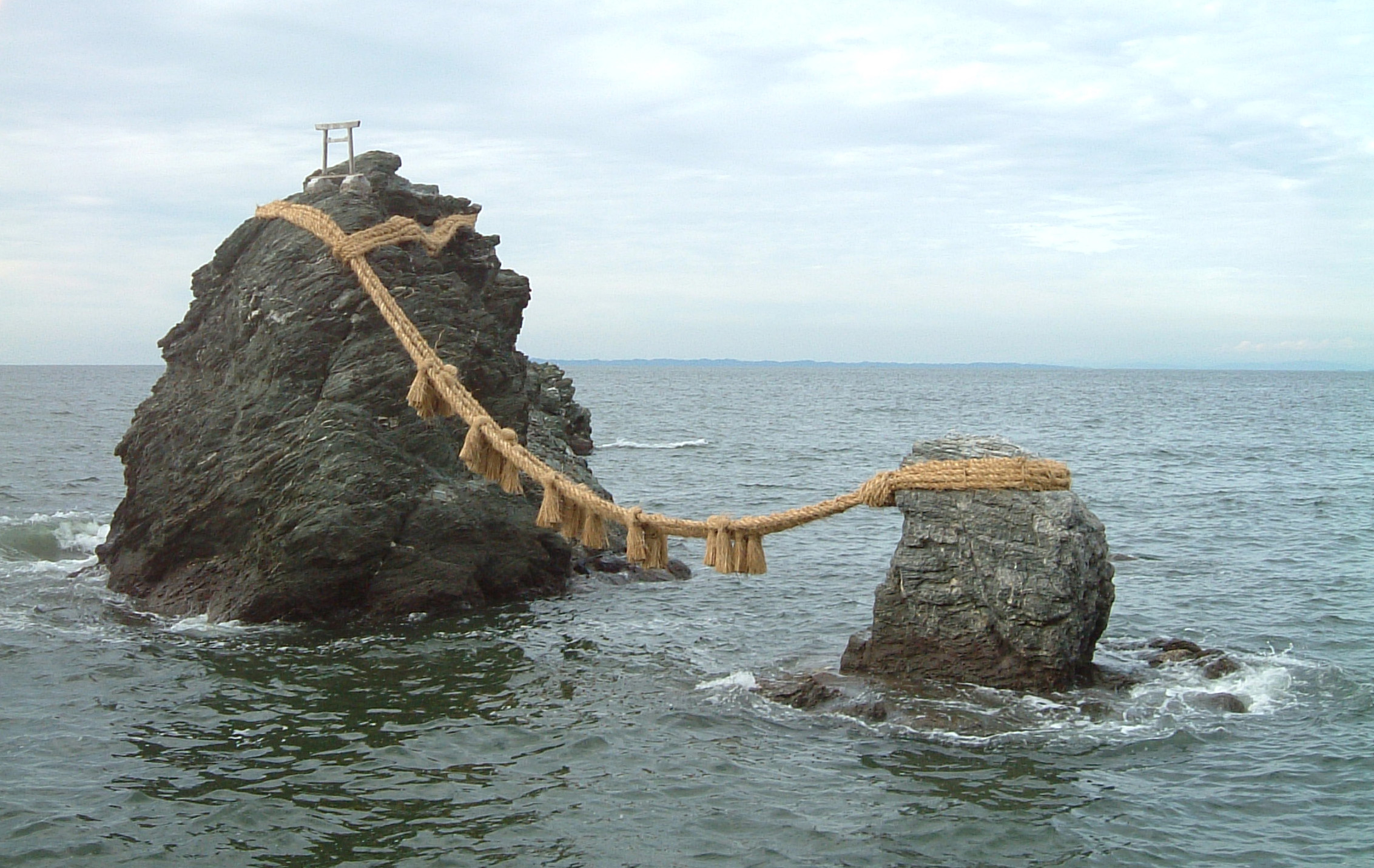
Івакура
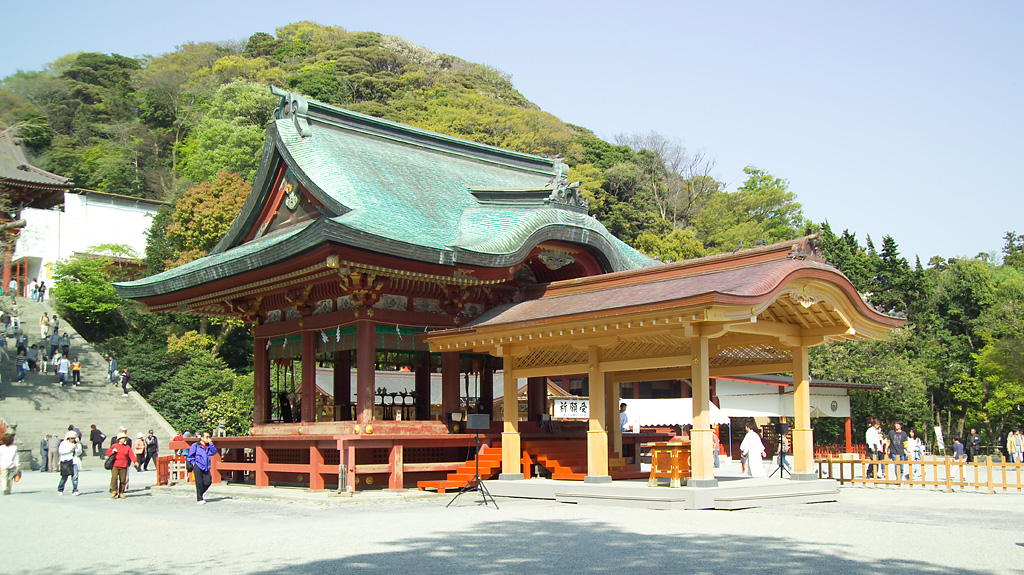
Каґураден
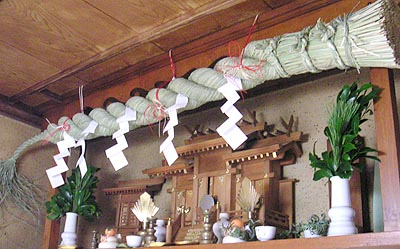
Камідана'
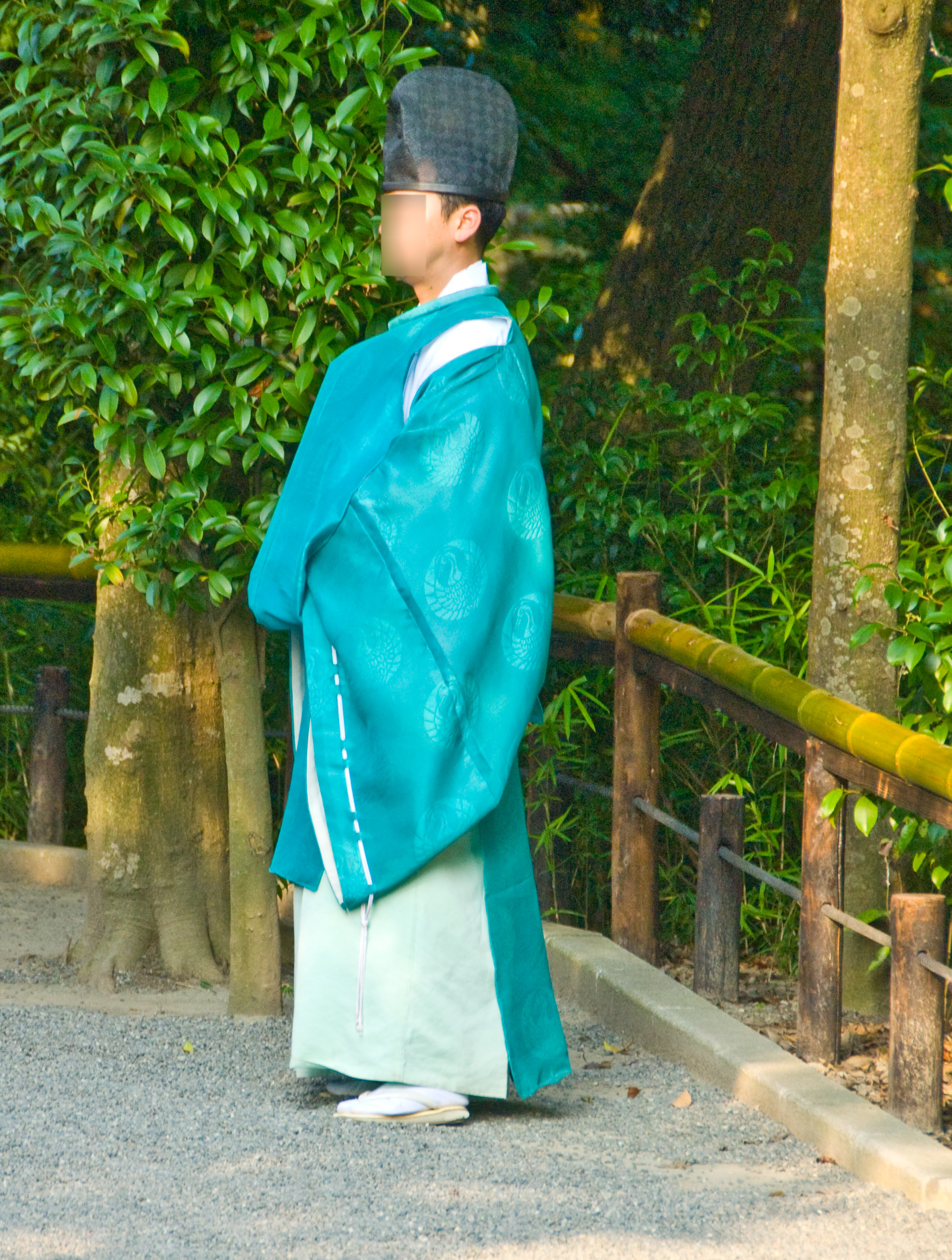
Каннусі
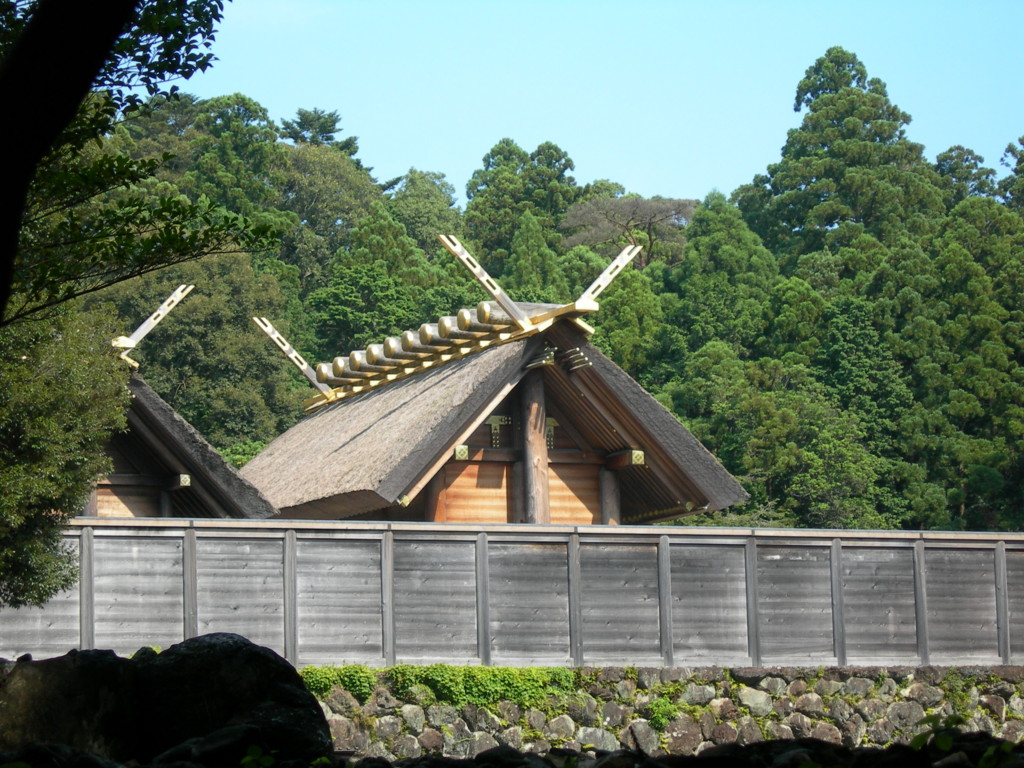
Кацуоґі
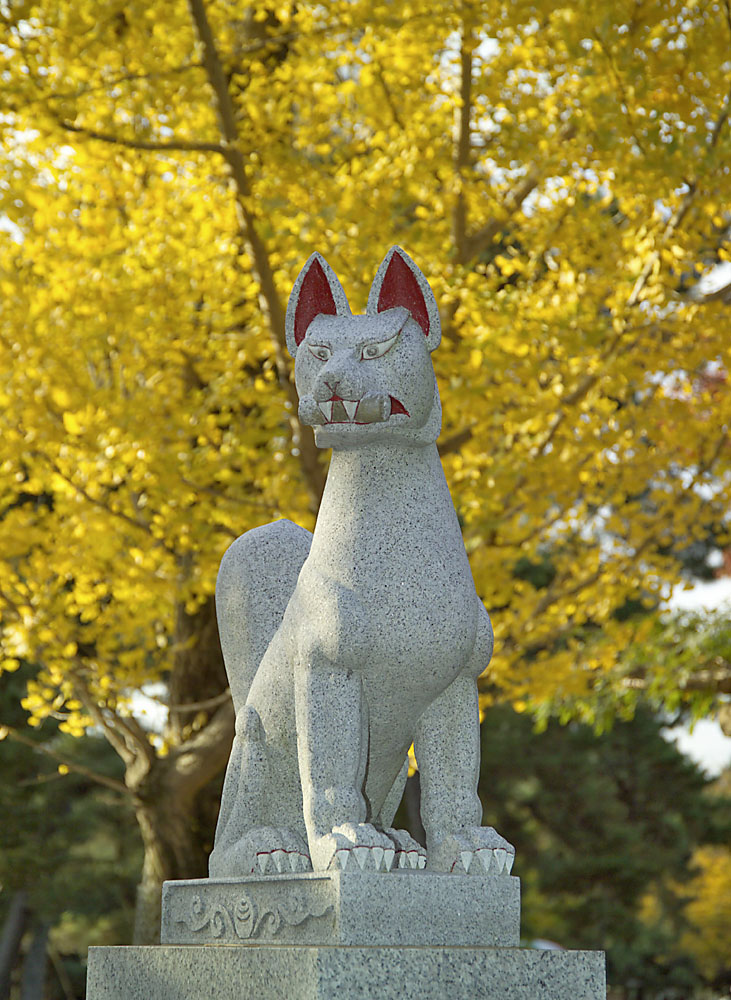
Кіцуне
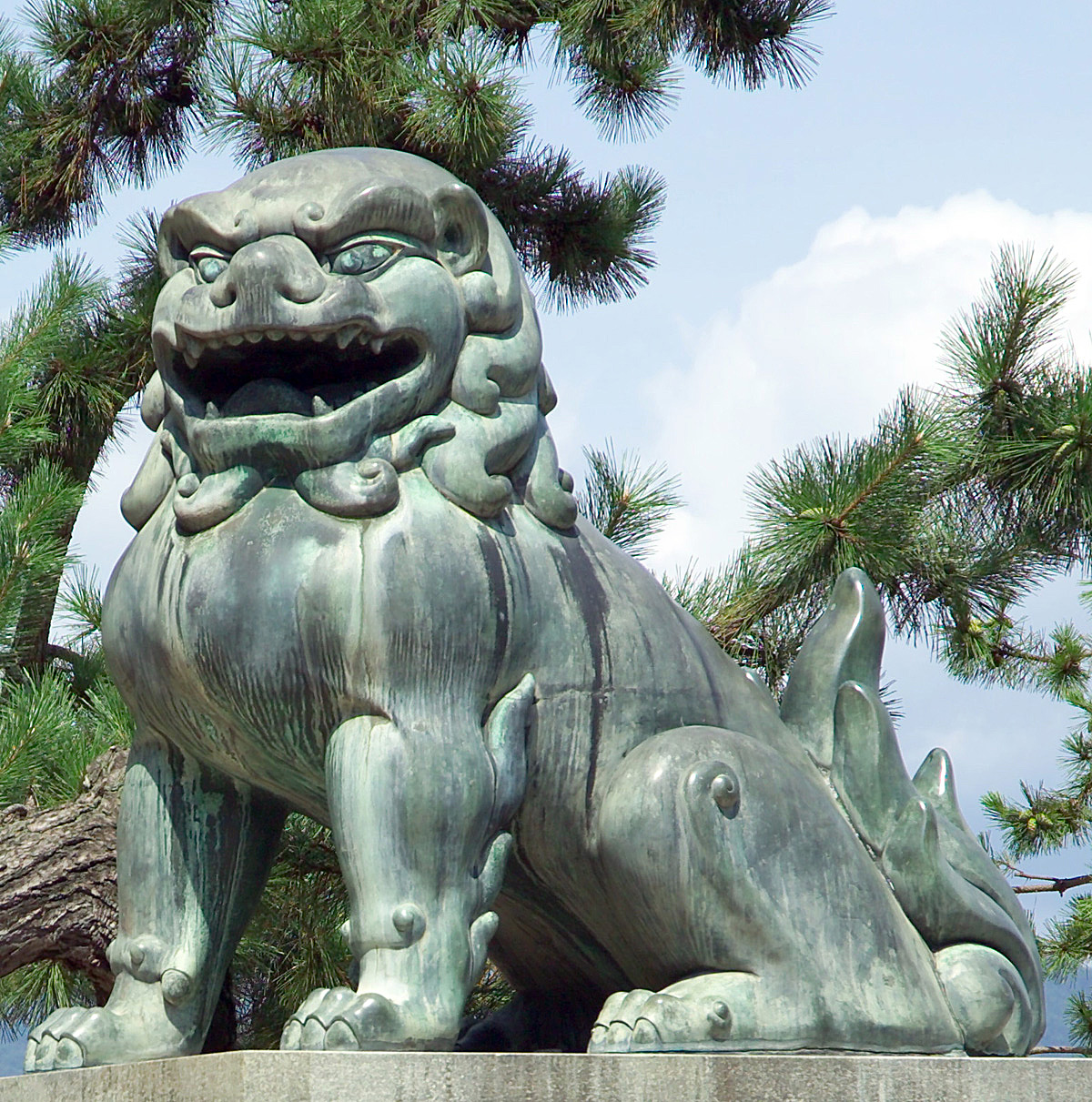
Комаїну

## М
- Маґатама (勾玉 або 曲玉) — натільна прикраса у доісторичній та стародавній Японії, виготовлена з самоцвіту у вигляді коми або літери «С».
- Міко (巫女, 神子, 巫) — служителька святилища
- Мікосі (神輿) — паланкін для перенесення реліквій.
- Мітама — Дух ками, або душу померлої людини.[4]
- Мія (синто) (宮) — часто визначає святині закріплює спеціальний ками або члена імператорського дому.
- Морі (синто) (杜 or 森) — дерево, ліс, гай.

## О
- Омаморі (お守り) — японський амулет.
- Омікудзі (御御籤 або 御神籤) — оракули написані на смужках паперу часто зустрічаються в храмах загорнуті навколо гілок дерев.
- Онуса (大幣) або хараеґусі (祓串) — дерев'яні палички, які використовуються в ритуалах.

## Галерея М— О

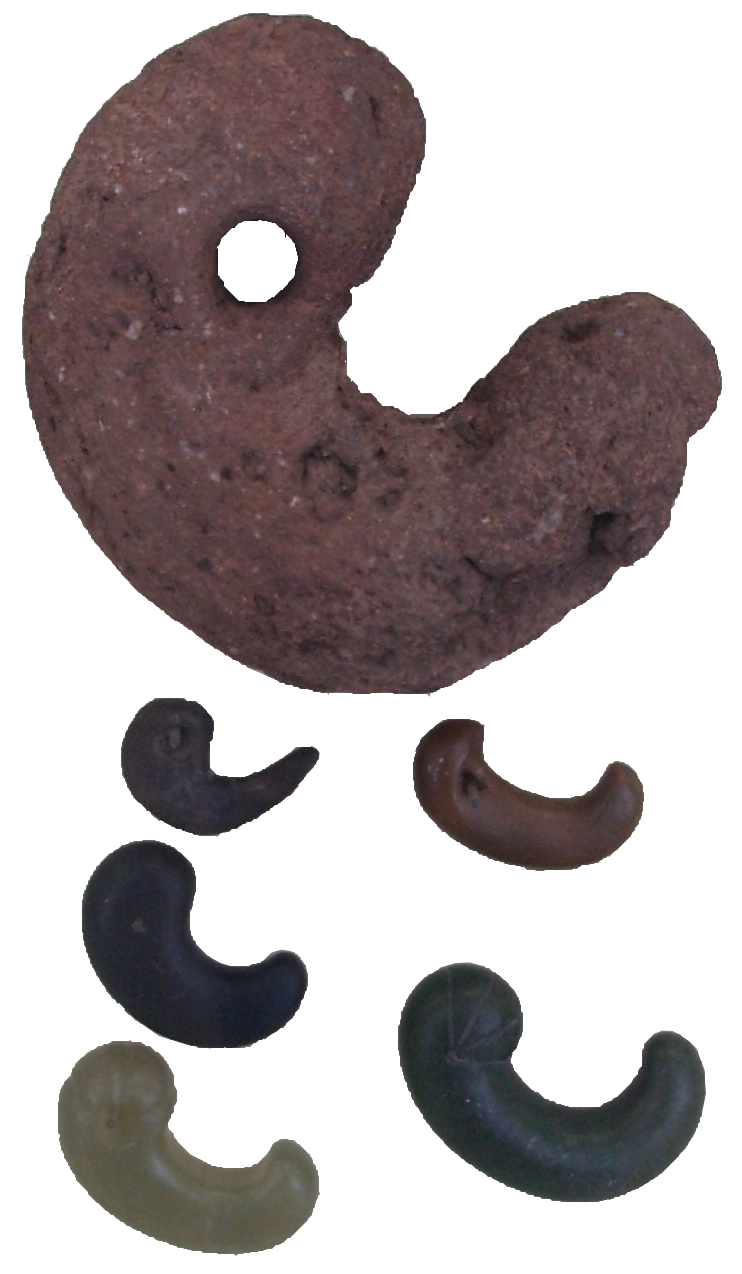
Маґатама
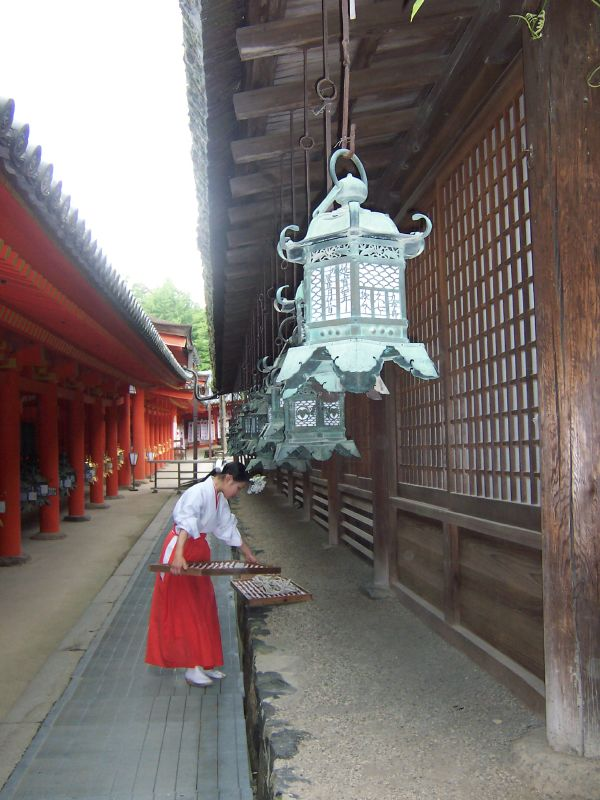
Міко
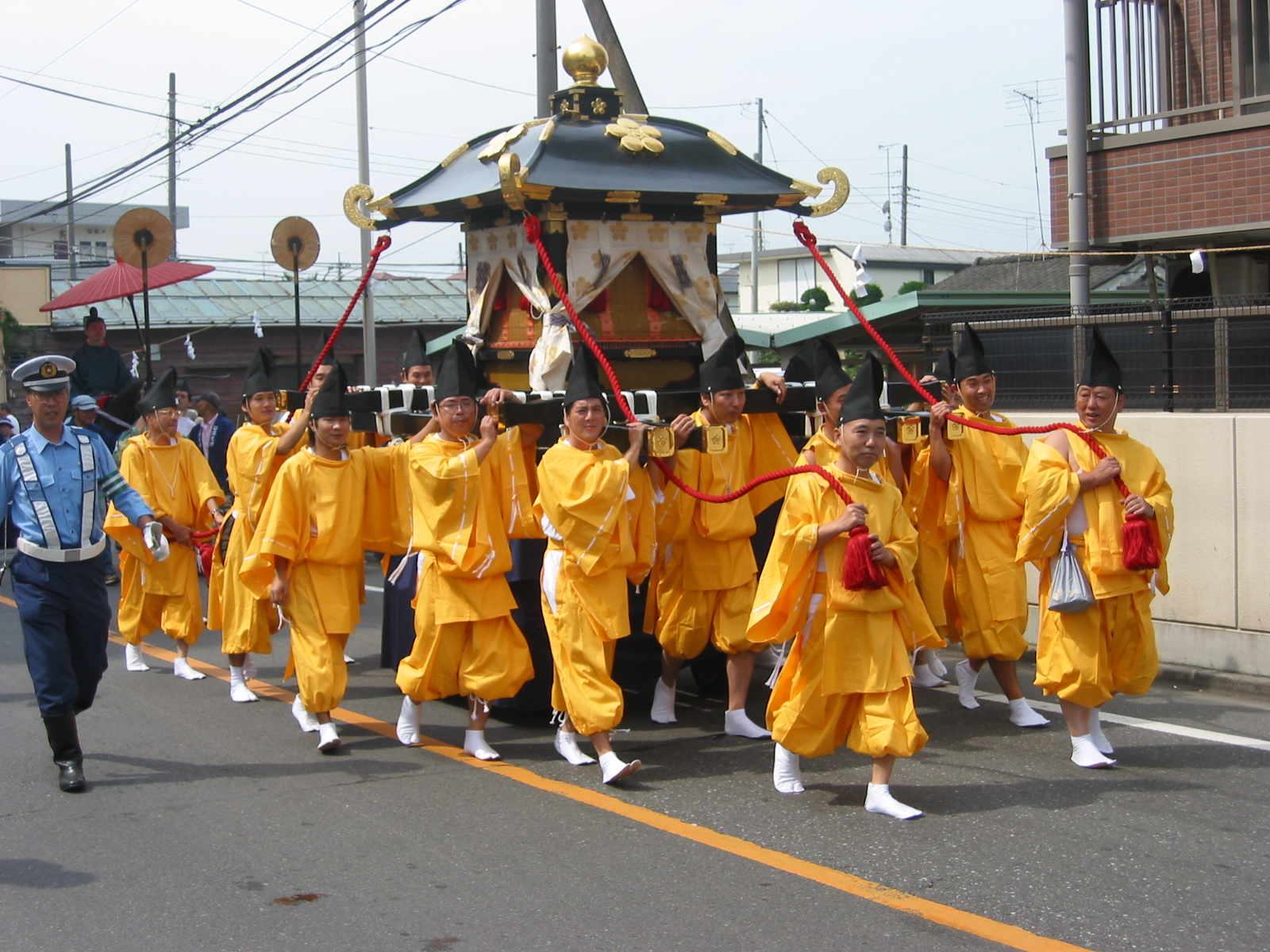
Мікосі
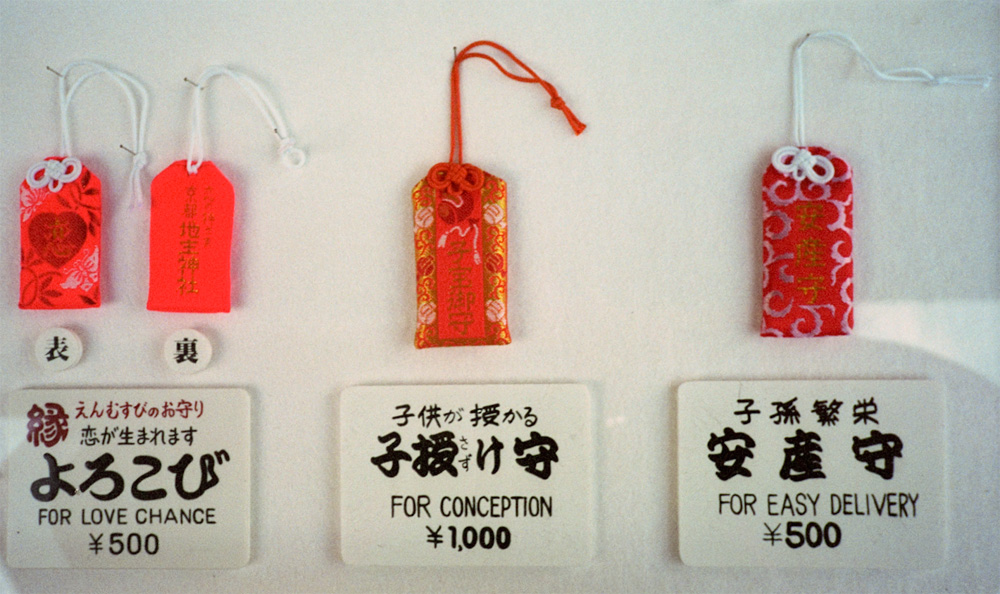
Омаморі
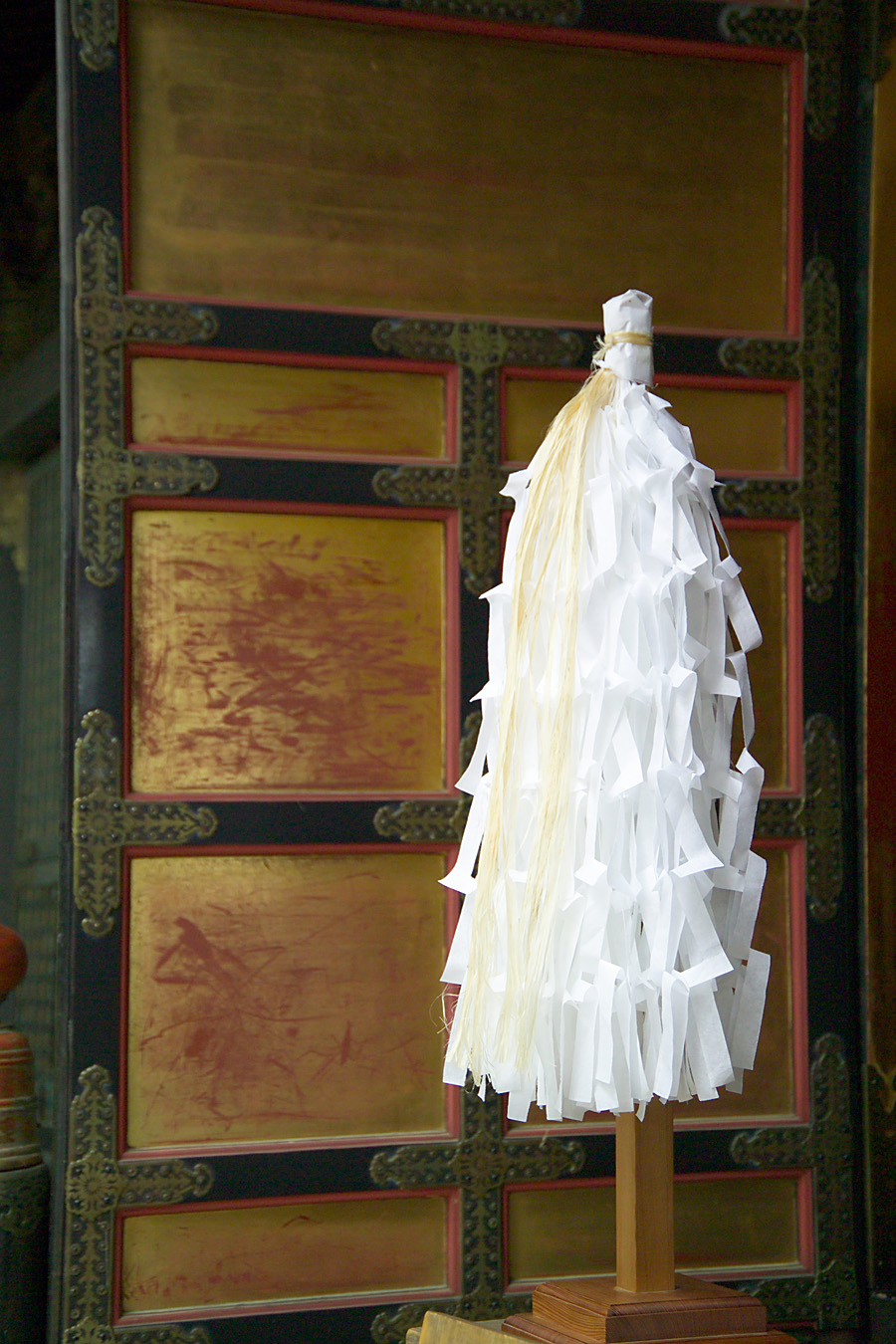
Онуса
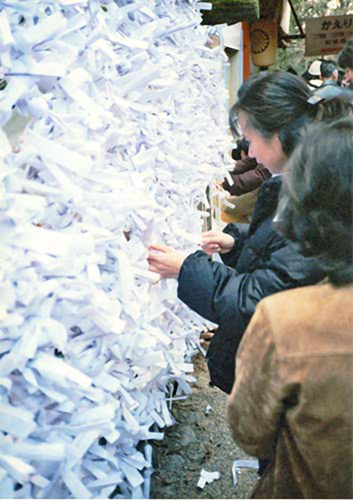
Омікудзі

## S
- Саїкіґу (祭器具) — посуд, що використовується для релігійних церемоній, таких як санбо, осікі, хассоку-ан, такацукі.
- Санбо (三方) — стенд для підношення їжі, зазвичай його виготовляють з хінокі.
- Сайсен (賽銭) — підношення для богів. Ящик для підношень зветься сайсен-бако (賽銭箱) (досл. Сайсен ящик), зазвичай знаходиться біля входу або біля вівтаря; зустрічається також у буддистських храмах.
- sakaki (榊) — a flowering evergreen tree native to Japan often used in rituals, for example to make tamagushi.
- sandō* (参道) — the approach leading from a torii to a shrine. The term is also used sometimes at Buddhist temples too.
- sanpai sahō (参拝作法) − the way in which the Japanese worship at shrines, bowing twice, clapping twice, then bowing one last time.
- seisatsu* (制札) — a signboard containing announcements and rules for worshipers.
- sessha* (摂社) — smaller shrine housing a kami having a strong relationship with that of the honsha. A synonym of massha.
- shaku (笏)- a flat baton often seen in portraits of noblemen and samurai, but also used by kannushi. Has a purely decorative function.
- shamusho (社務所) — a shrine's administrative office. It often sells omamori and other goods.
- shide* (垂, 紙垂, 四手) — a zigzag-shaped paper streamer, often attached to a shimenawa or tamagushi and used in rituals.
- shimboku* (神木) — a tree considered divine, usually surrounded by a shimenawa.
- shimenawa* (標縄・注連縄・七五三縄) — lit. «enclosing rope». A length of braided rice straw rope used for ritual purification.
- shinbutsu bunri (神仏分離) — the forbidding by law of the syncretism of Shinto and Buddhism, and the effort to create a clear division between Shinto and Buddhism on one side, and Buddhist temples and Shinto shrines on the other.
- shintai (神体) — lit. «divine body». A sacred object, usually a mirror, a jewel, or a sword, which represents the kami for worship.
- shrine — English word which translates several more specialized Japanese words (see article Shinto shrine). Any strcture housing («enshrining») a kami. See also hokora (extremely small shrine), jinja, jingū, massha (subordinate shrine, a synonym of sessha), miya, mori (shrine grove), taisha, yashiro.
- shinbutsu kakuri (神仏隔離) − the tendency in medieval and early modern Japan to keep particular kami separate from any form or manifestation of Buddhism.
- shinbutsu shūgō (神仏習合) — syncretism of Buddhism and local religious beliefs, the normal state of things before the shinbutsu bunri.
- Shūha Shintō (宗派神道) — see Kyōha Shintō.
- State Shinto (国家神道 Kokka Shintō) — term first used after World War II to broadly classify Shinto ideals, rituals and institutions created by the pre-War government to promote the divinity of the emperor and the uniqueness of Japan (kokutai).

## Gallery: P to S

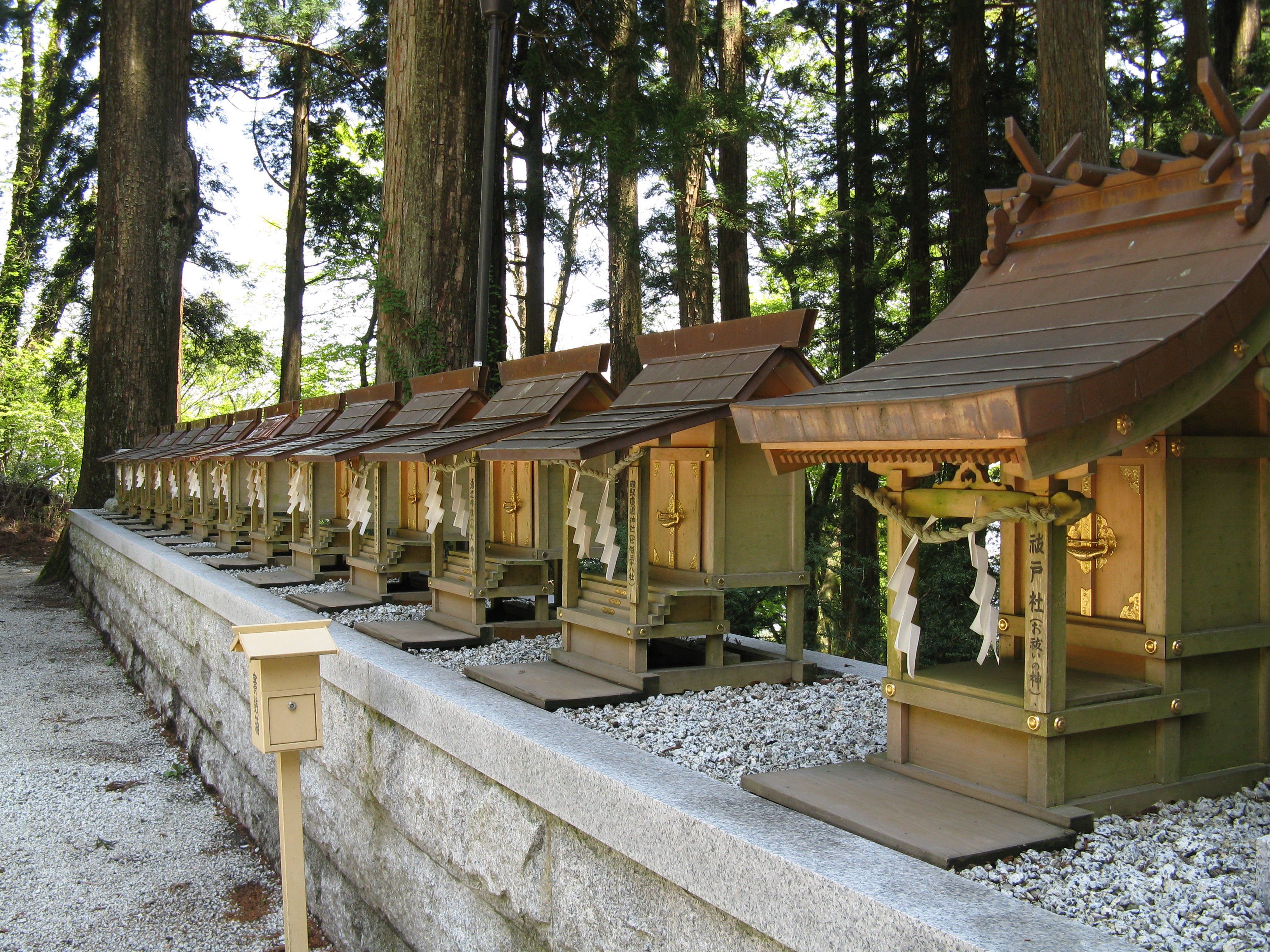
Massha at Katsuragi Shrine in Gose, Nara
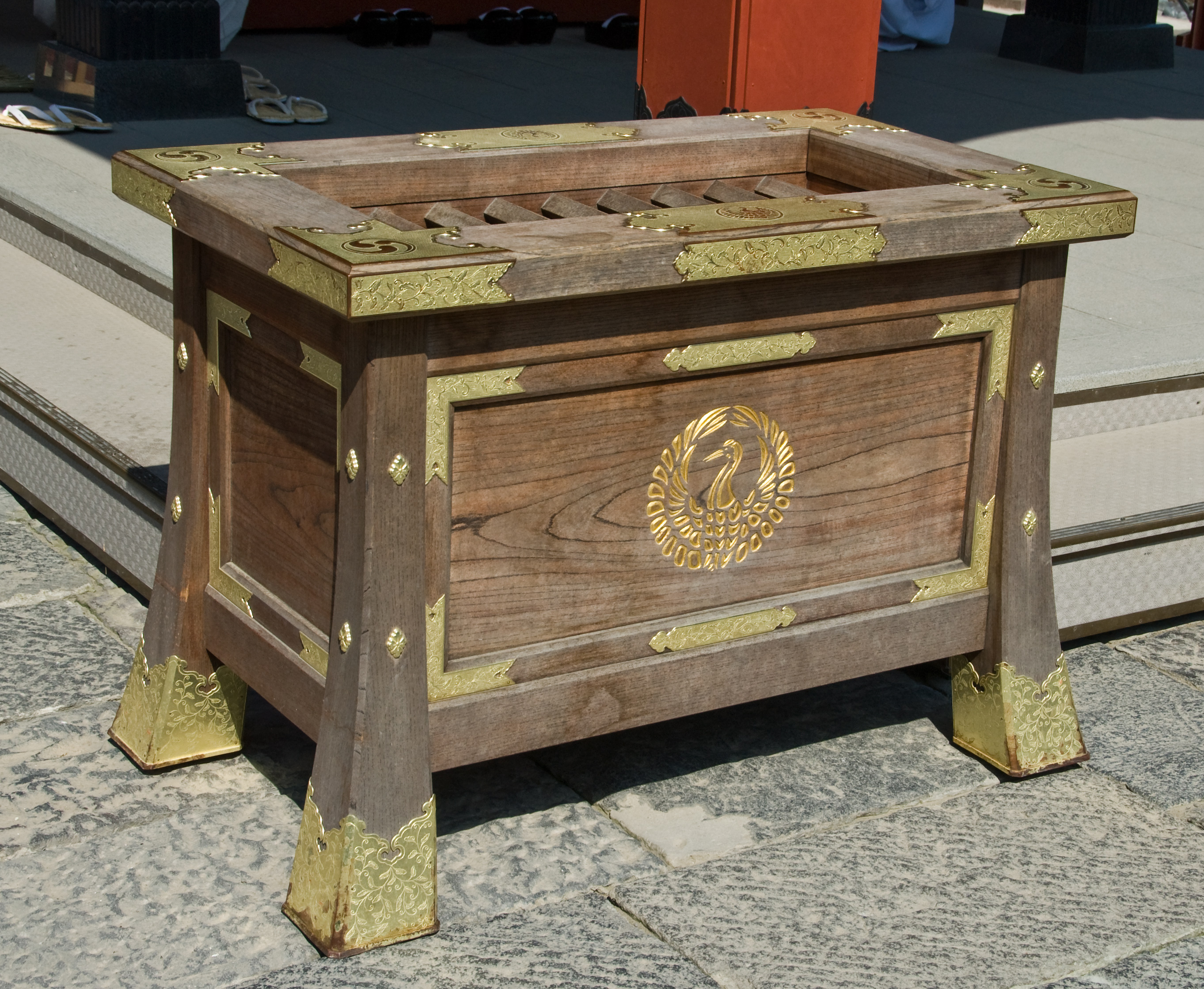
A saisen-bako, or offertory box
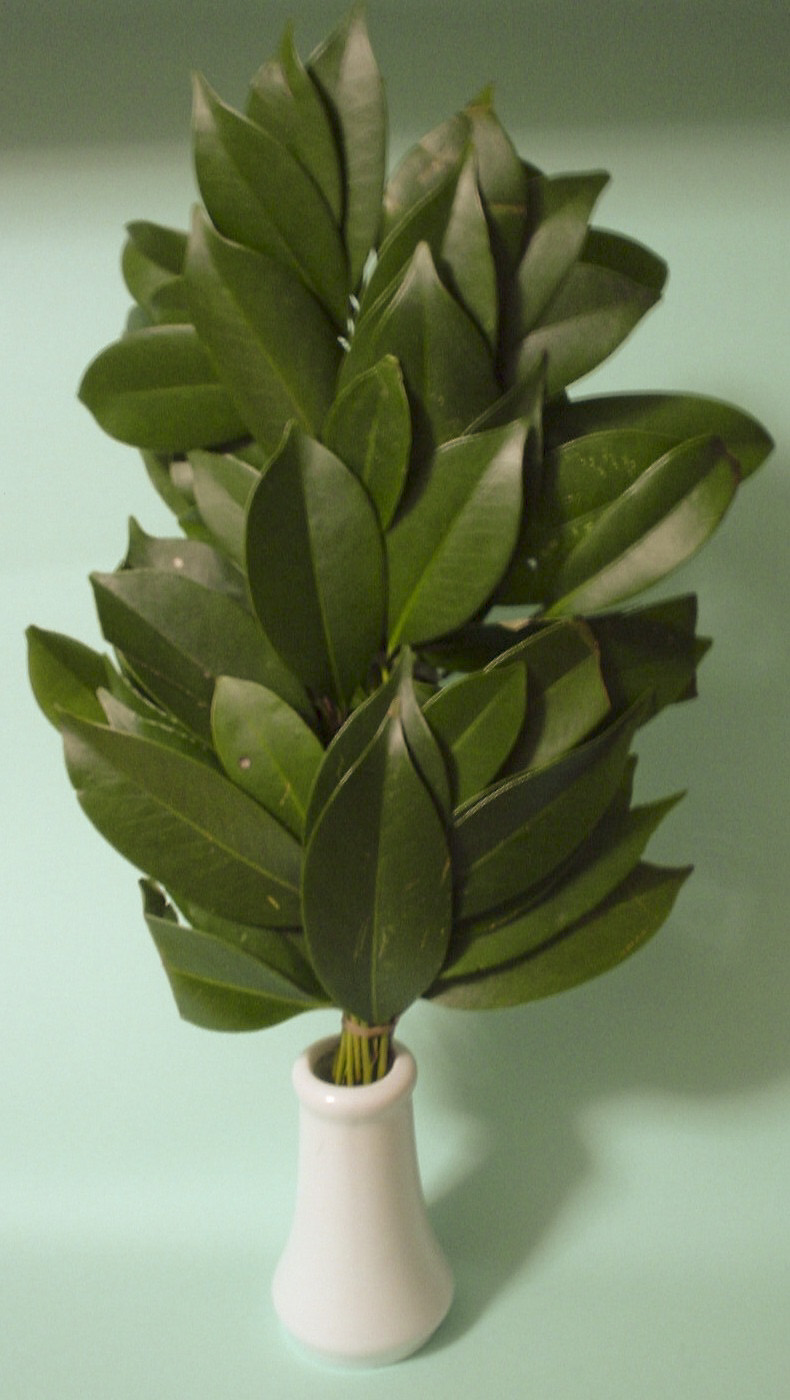
Sakaki branches
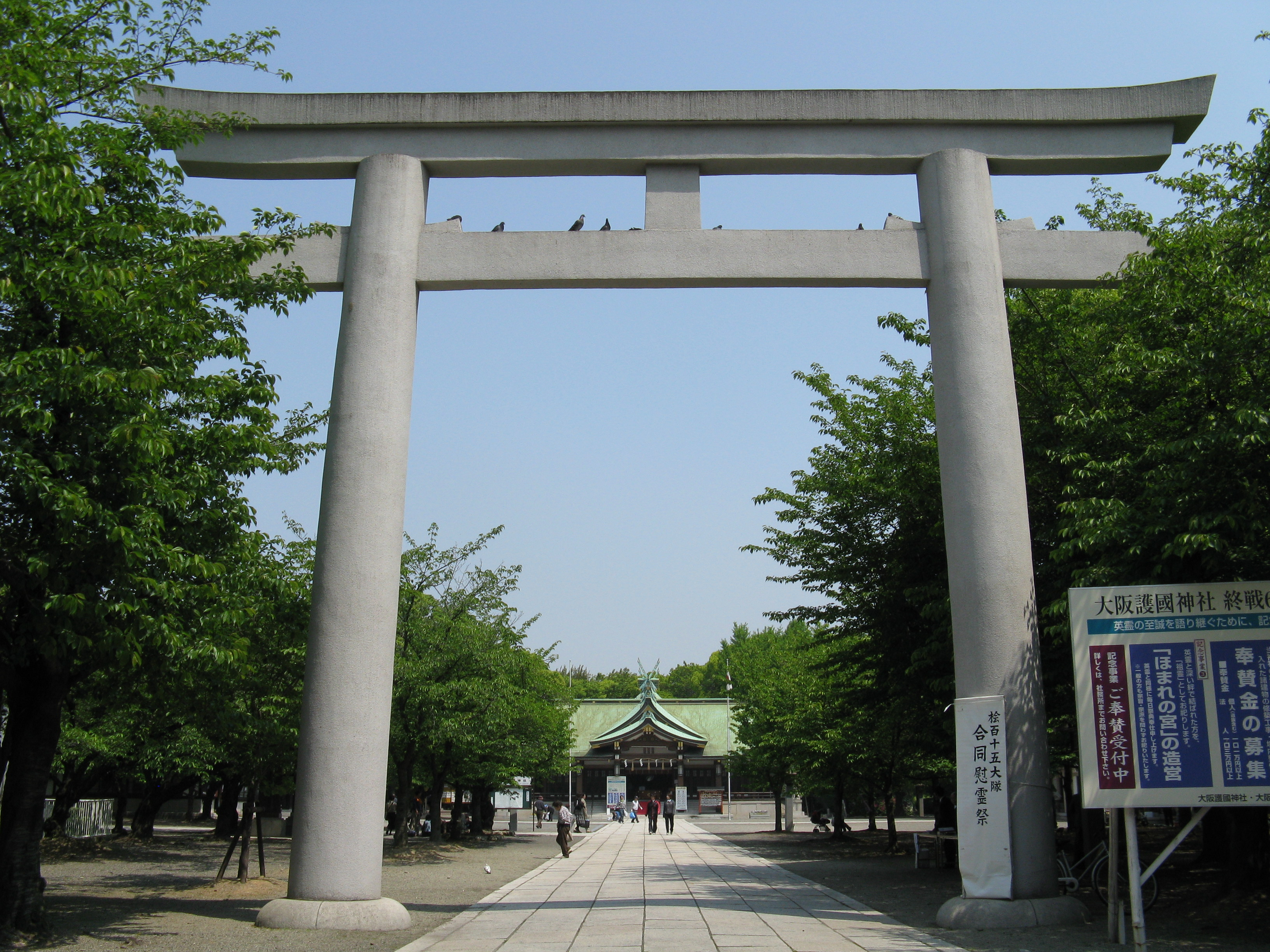
A sandō (a shrine's approach)
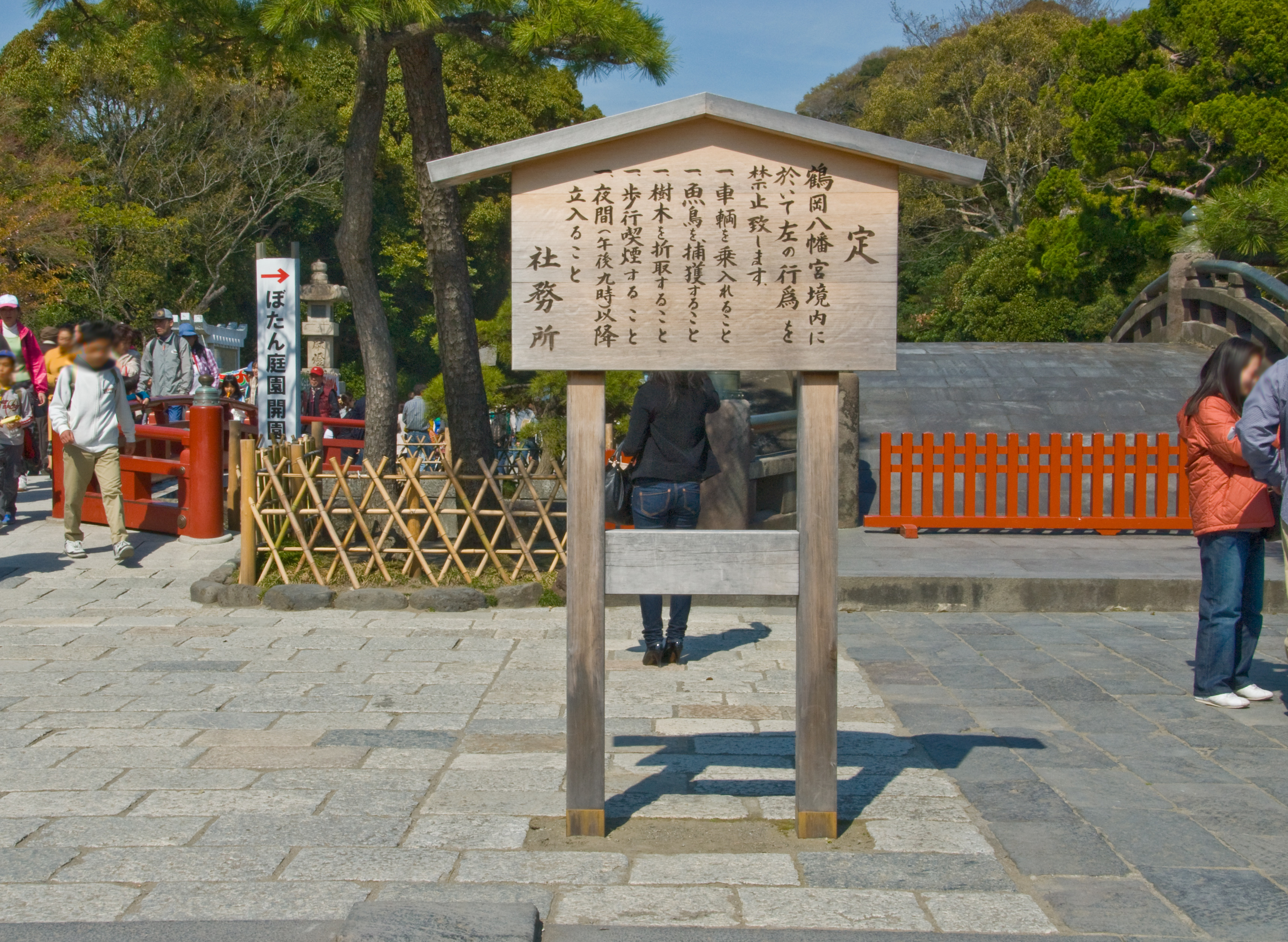
A seisatsu
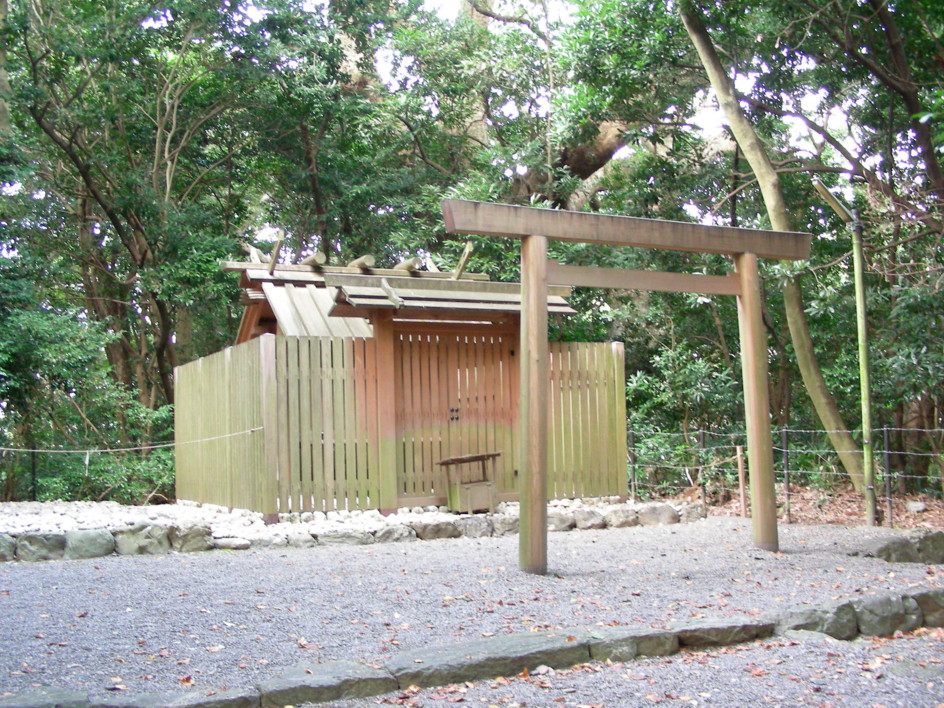
Sessha (Tsukkomi no Miya) at Ise Grand Shrine
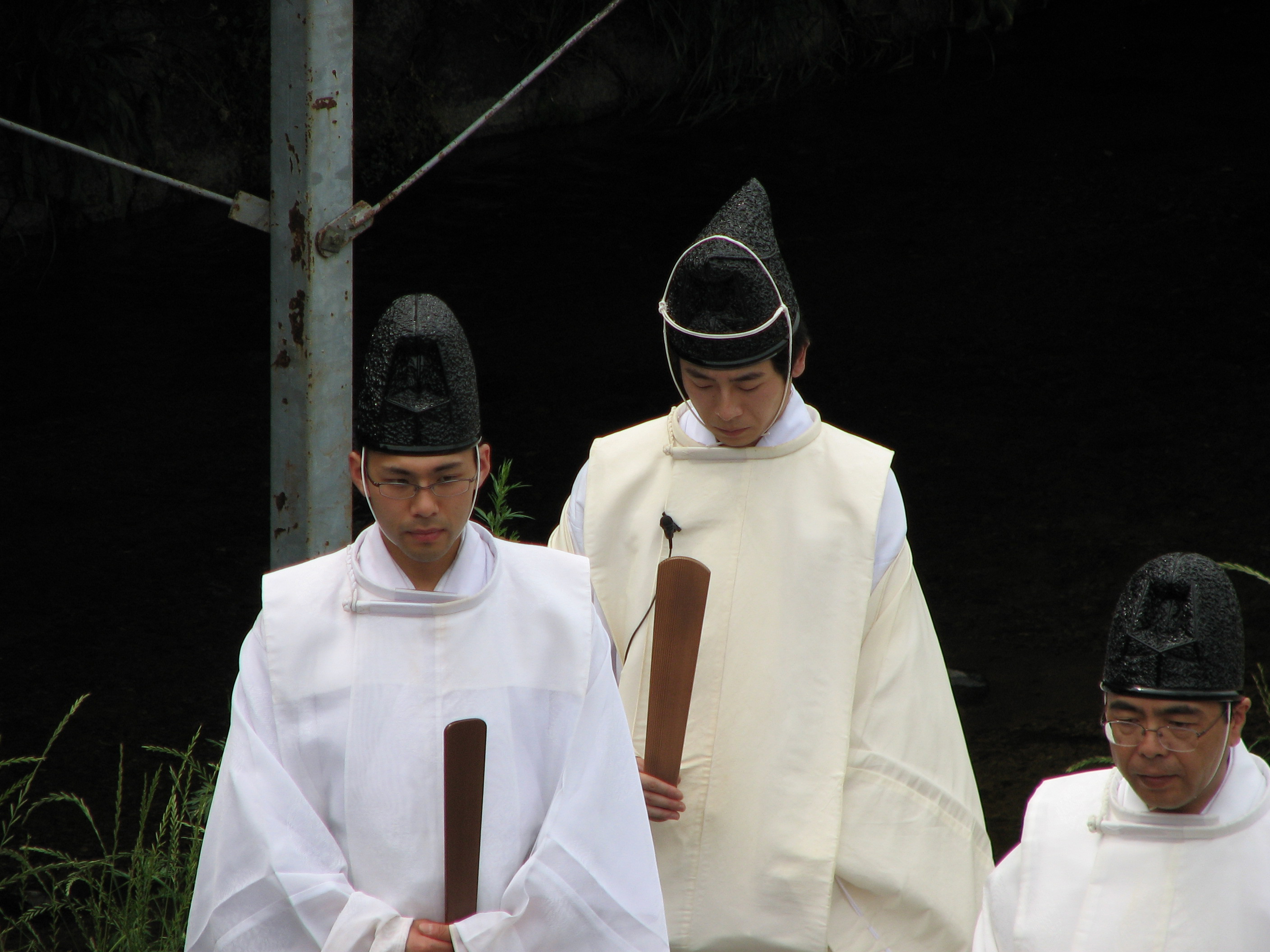
Two kannushi holding a shaku
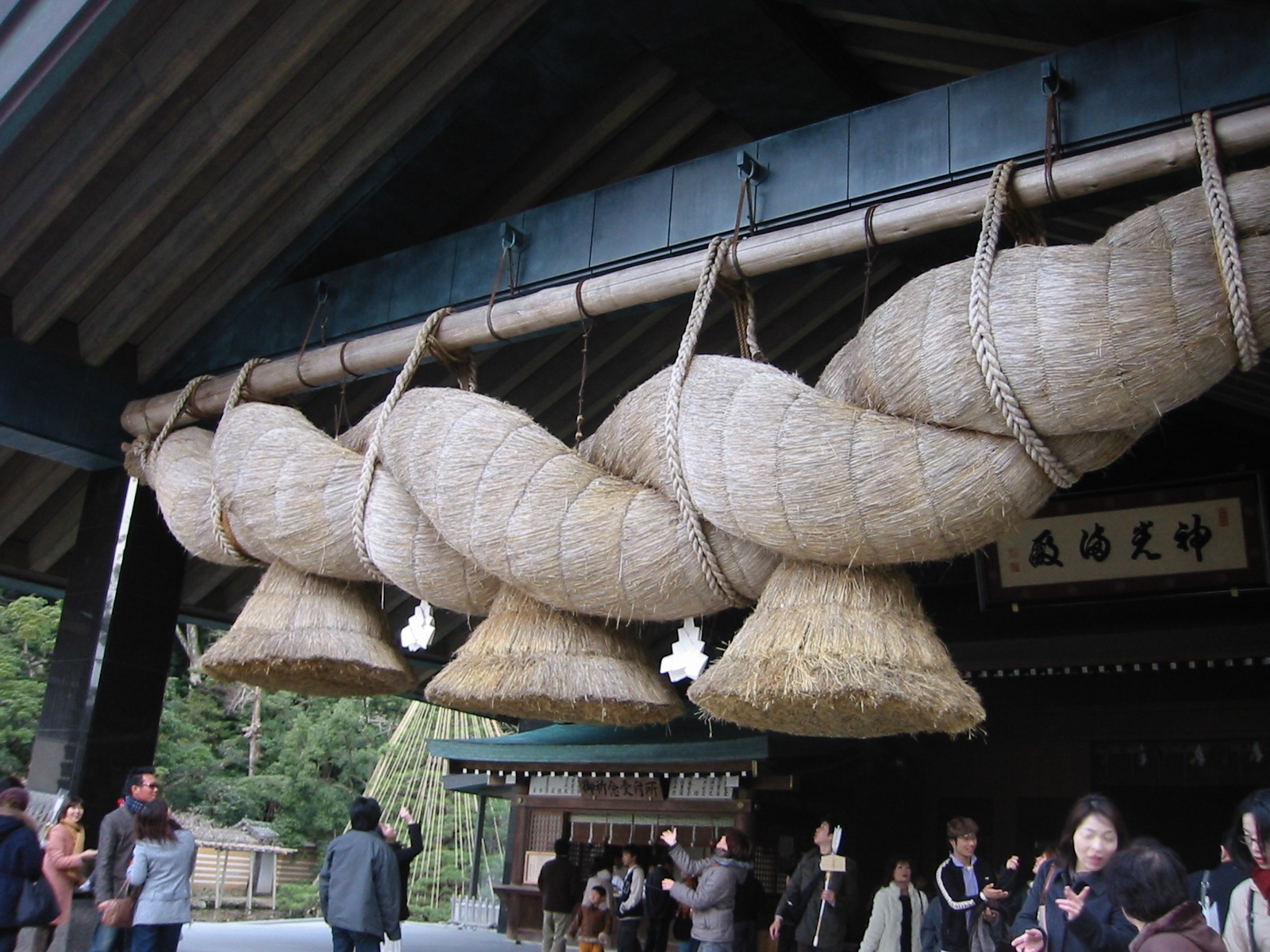
A shimenawa
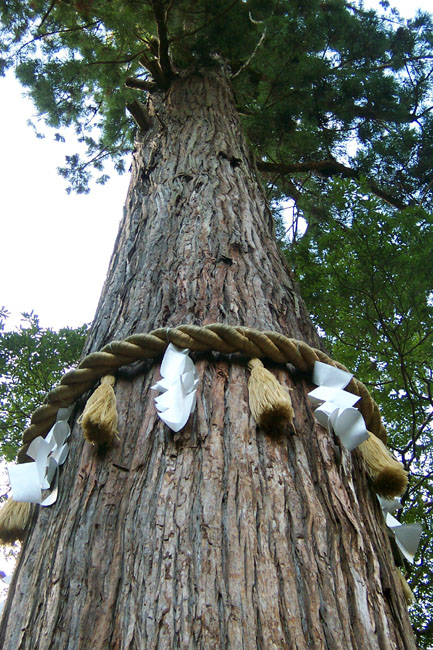
A shimboku girdled by a shimenawa

## Т
- Тайся (大社) — велике святилище, наприклад Ідзумо.
- Тайся-дзукурі (大社造) — найдавніші святилища.
- Тамаґакі (玉垣) — паркан біля святилища.
- Тамаґусі (玉串) — жертва, прикрашена квітами рослини.
- Темідзуя (手水舎) — фонтан біля входу до святилищі
- Тіґі (千木) — наконечники дахів синтоїстських святилищ.
- Тіндзю — тип синтоїстського святилища.
- Торії (鳥居)- ворота перед синтоїстськими святилищами у Японії, які уособлюють межу між суєтним і божественним простором, позначаючи вхід до світу богів.
- Торо (灯籠) — ліхтар у святилищі.
- Цумаїрі або цумаїрі-дзукурі(妻入・妻入造) — архітектурний стиль багатьох святилищ.
- Тьотін — традиційний японський ліхтар.

## Ф
- Фудзі (гора) — священна гора Японії.[1]
- Фукко синто (復興神道) — синонім Кокуґаку.

## Х
- Хатіман — синтоїстське божество в Японії, один з богів в системі синто-буддистського синкретизму.[1]
- Хатіман-дзукурі — традиційний японський архітектурний стиль синтоїстських святилищ.[5]
- Хайбуцу кісяку — рух за вигнання буддизму з Японії.
- Хайден — молитовний зал у синтоїстських святилищах.
- Хакусан — одна з трьох священних гір у сінто.
- Хамая (破魔矢) — талісман для успіху.[1]
- Хондзю суйдзяку — змішання буддійських і синтоїстських вірувань.[1]
- Хараеґусі (祓串) — Онуса восьмикутної форми.
- Харае (祓) — узагальнена назва ритуалів очищення.[1]
- Хацумоде — перше відвідування святилища в новому році.
- Хейден — жертовний зал у синтоїстському святилищі.
- Хімороґі — вівтар у святилищі.
- Хіоґі (檜扇) — вентилятор, що використовується у синтоїстських святилищах.[1]
- Хіраїрі — традиційний японський архітектурний стиль святилищ.
- Хохей або Хобей (奉幣) — підношення для Камі (іноді гроші, коштовності, зброя).[1]
- Хокора (祠, 神庫) — найдавніші святилища.
- Хонден — головна будова синтоїстського храмового комплексу.
- Хонґу (本宮) — головна святиня (лише у дзінґу).
- Хонся (本社) — головне святилище або комплекс.
- Хотоке — Термін, що означає Будду або «мертві душі».[1]
- Хякудоїсі (百度石) — камінь біля входу до святилища.
- Хякудомаїріhyakudomairi (百度参り) — сто відвідувань святилища для молитви.

## Я
- Ясіро (社)- загальний термін для святиня, подібно дзіндзя.

## галерея: Т— Я

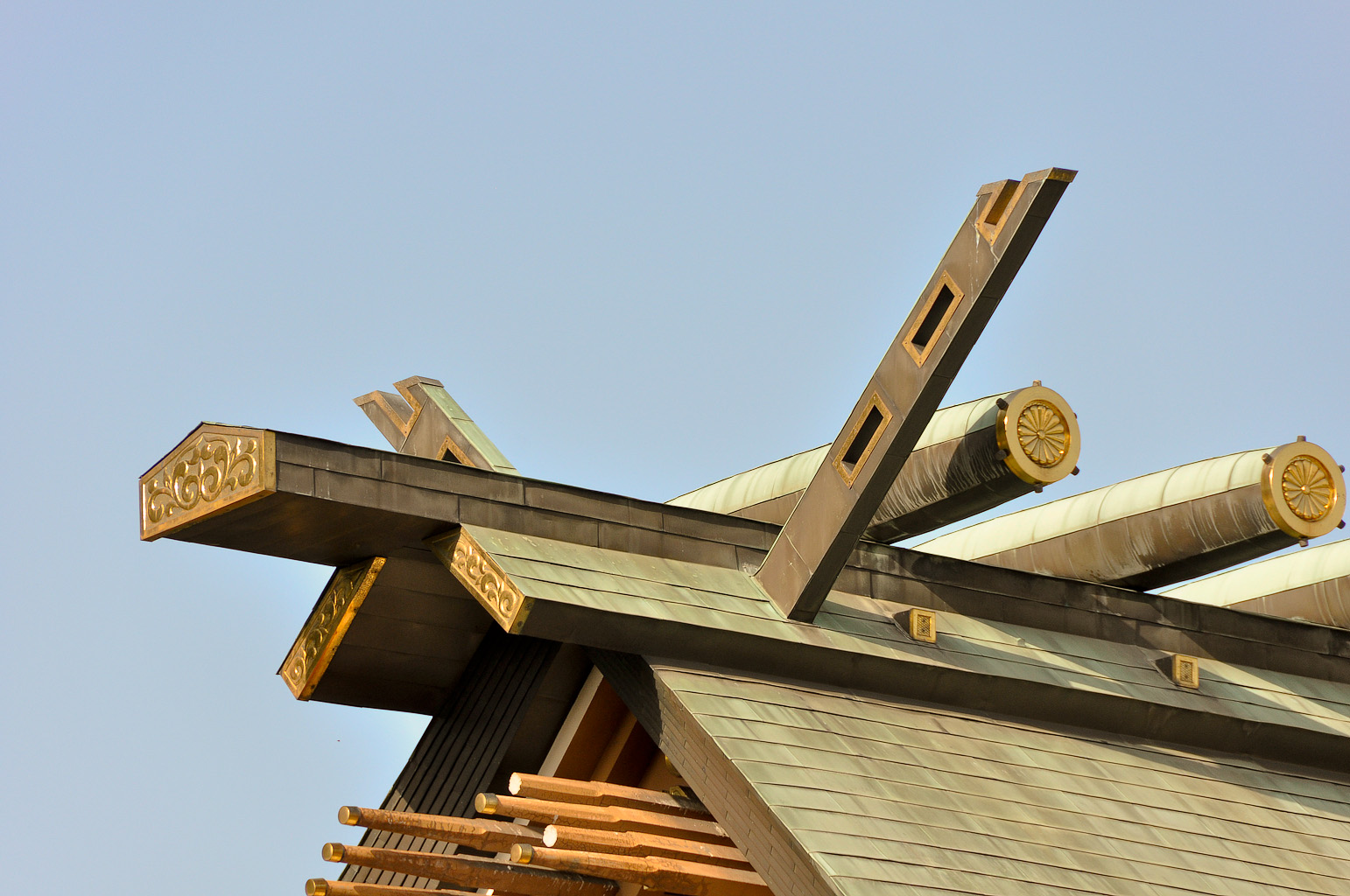
Тіґі
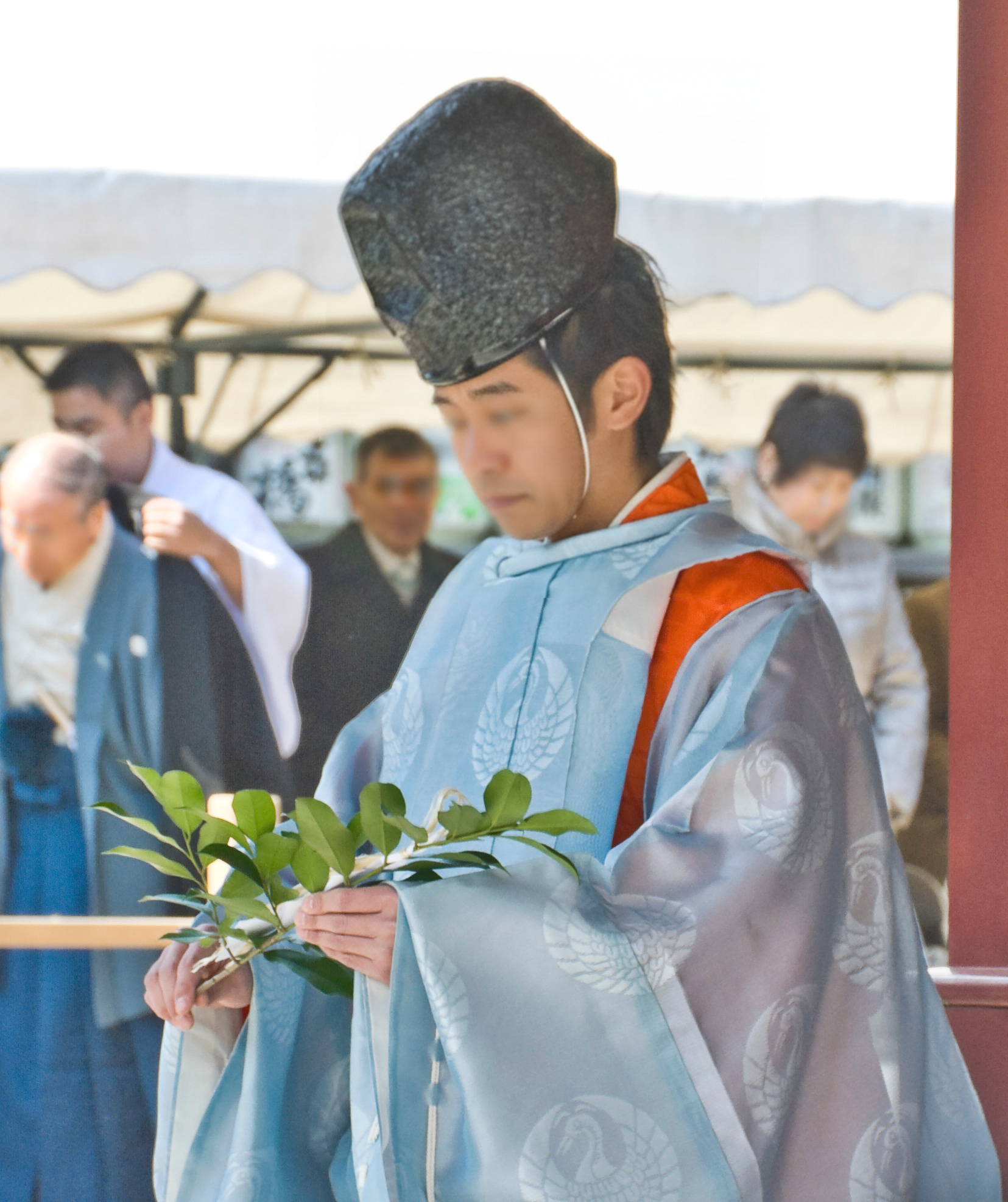
Тамаґусі
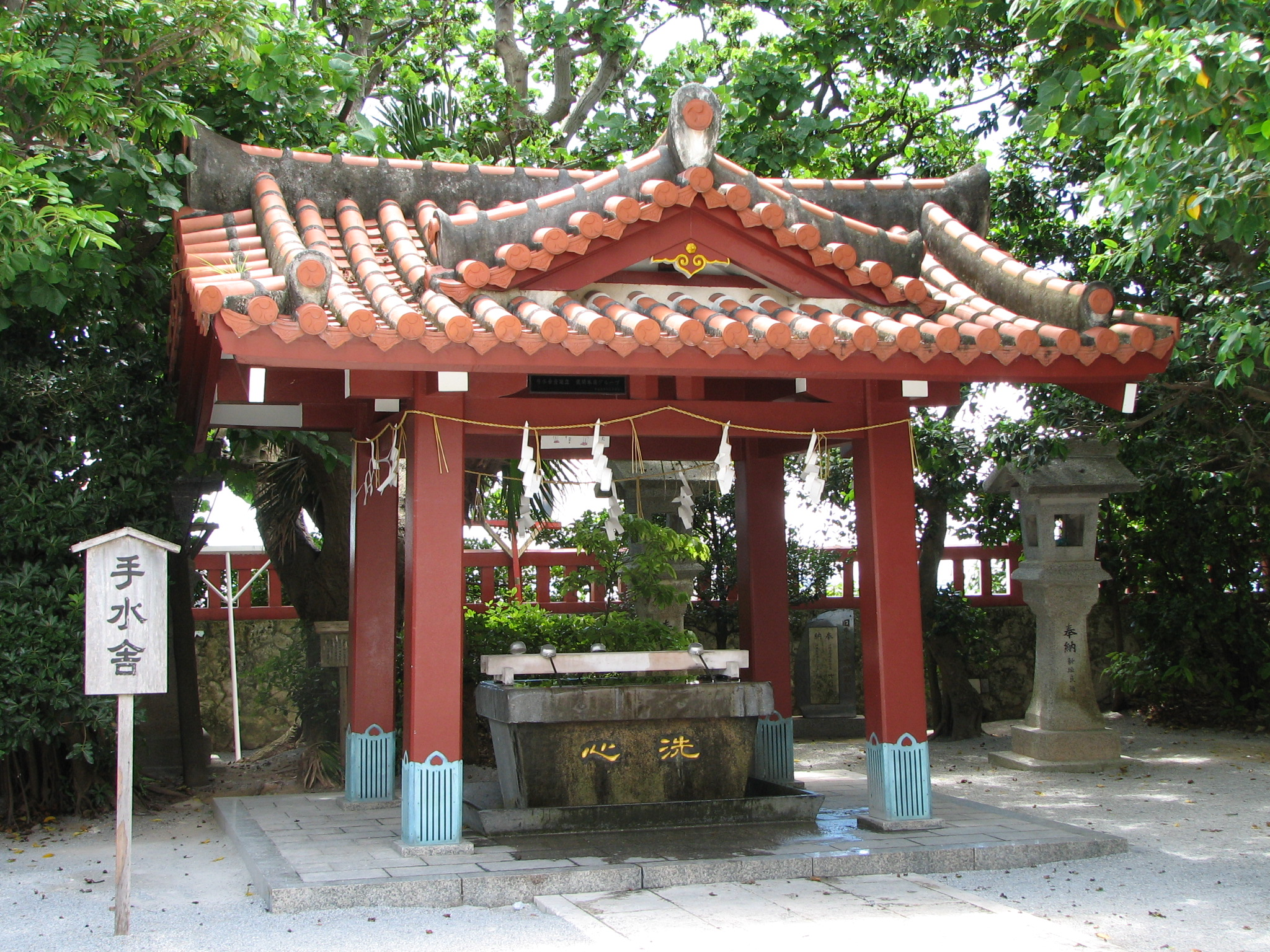
Темідзуя
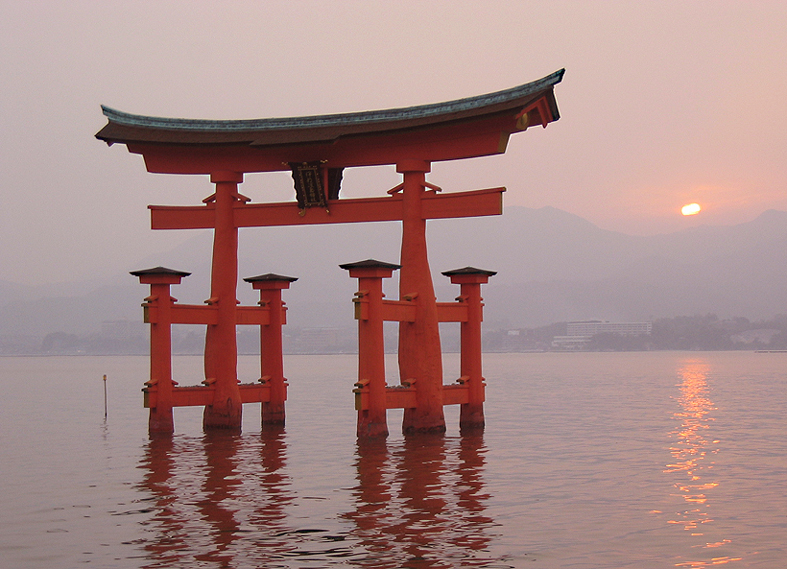
Торії
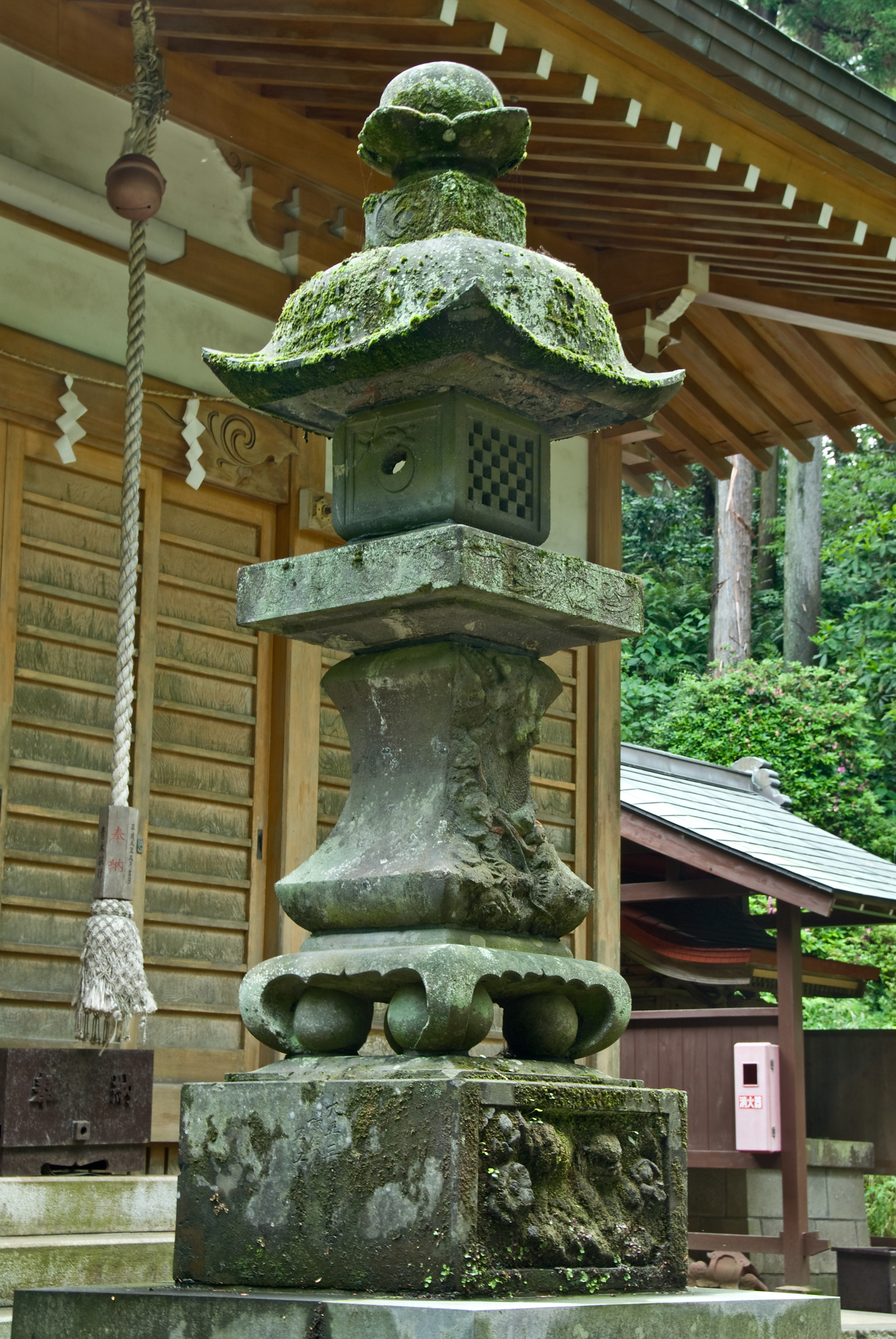
Торо
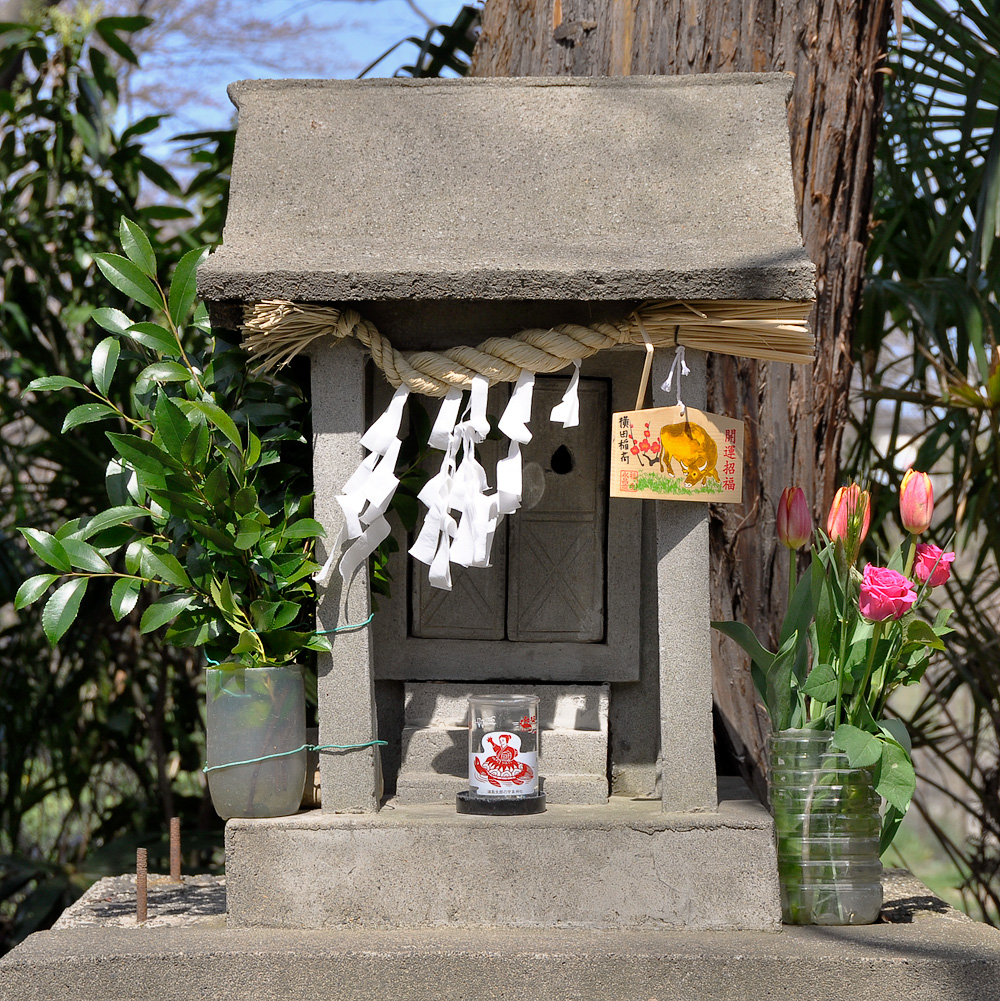
Хокора
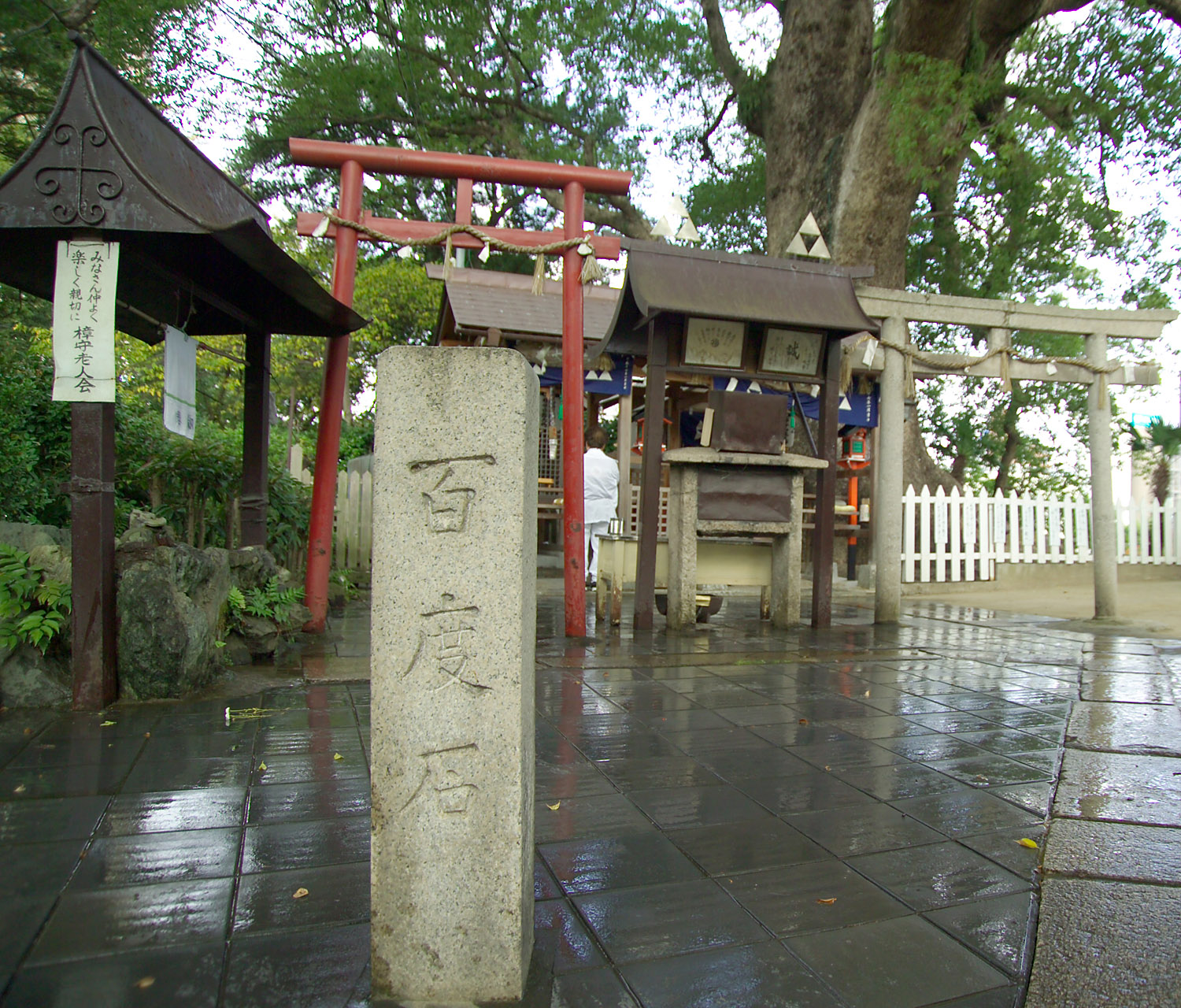
Хякудоїсі
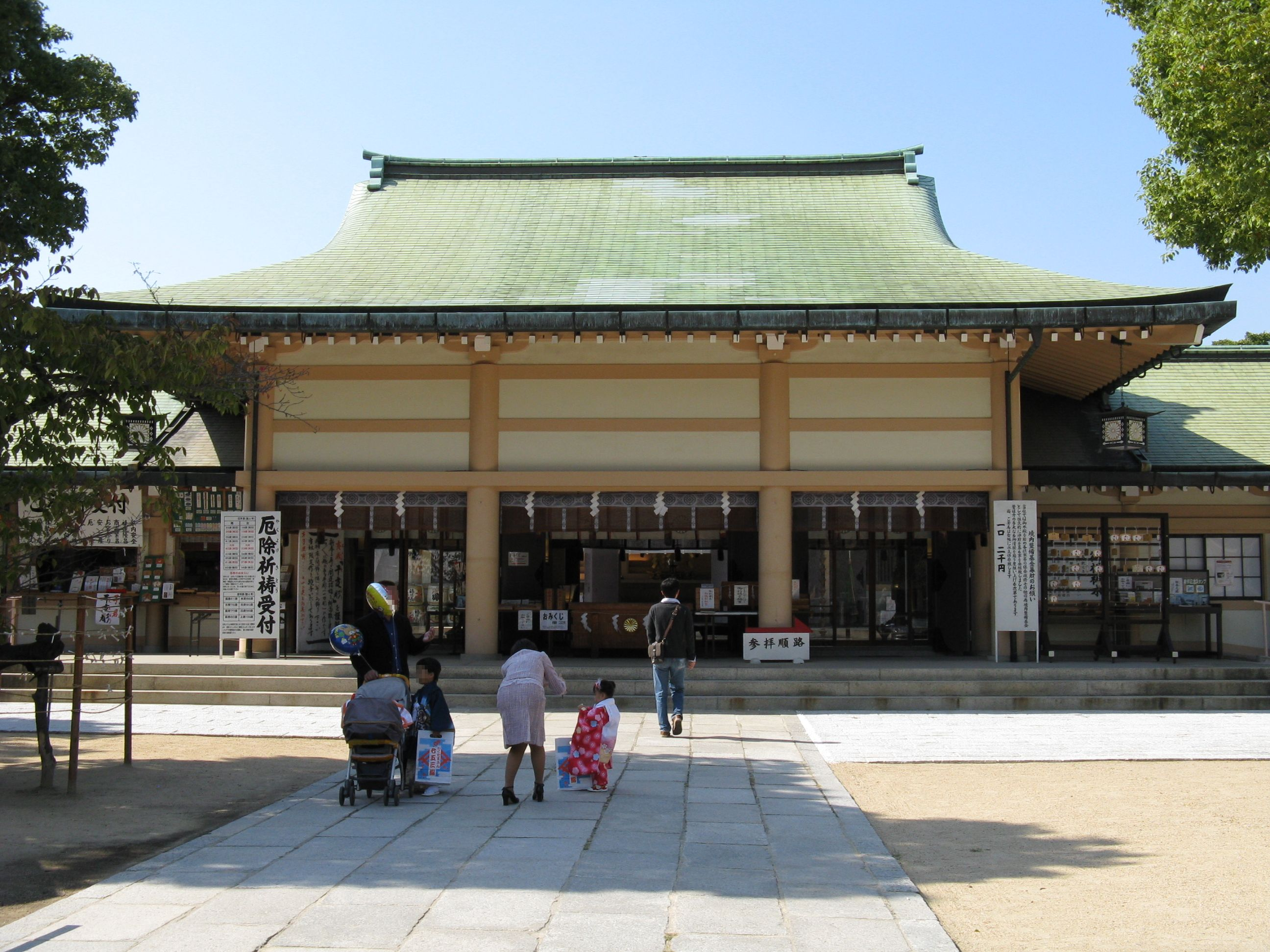
Хайден
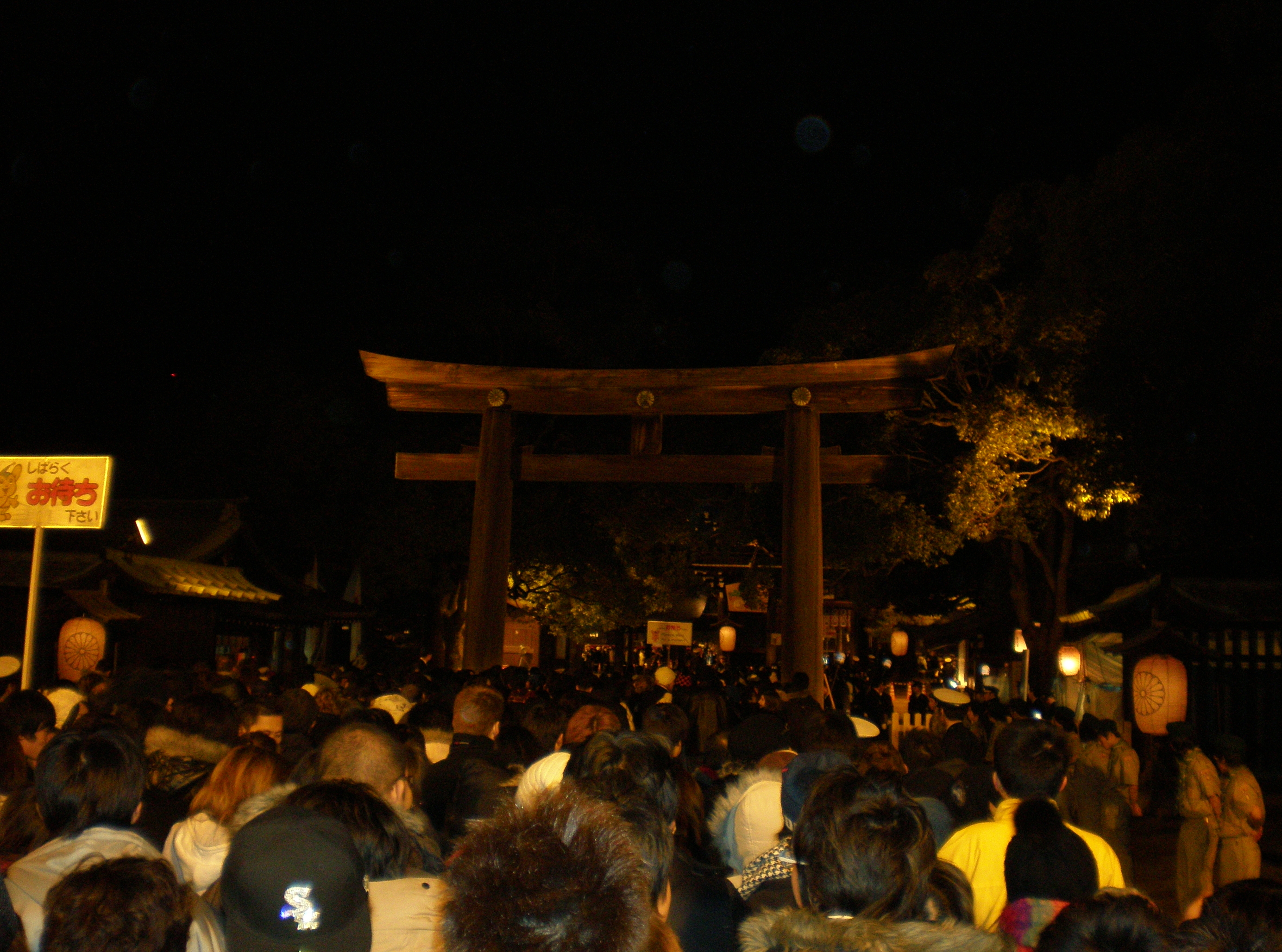
Хацумоде